# T-50 골든이글
T-50 골든이글(영어: T-50 Golden Eagle)은 한국항공우주산업이 제작한 초음속 고등 훈련기이다. 2005년 10월부터 양산에 들어가, 2005년 12월에 1호기가 납품되었다. 2008년 3월 25일 초도분량 25대 도입이 모두 완료되어 기존의 T-38 탤론의 역할을 대체하였고 현재 납품된 기체는 제1전투비행단 189, 216 비행교육대대로 편성되어 있다. 대당 가격은 2,000만 ~ 2,500만 달러다.

## 연혁
대한민국 공군에 인도될 T-50의 마지막 50번째 기체는, 2010년 5월 광주 제1전투비행단에 배치완료되어 대한민국 공군의 고등훈련기로 주문된 모든 기체의 전력화 완료가 이루어졌다. 대한민국 공군의 T-50계열 기체는 배치완료된 고등훈련기 T-50 50대,2011~ 2015년도까지 생산배치될 전술입문기(LIFT) TA-50 22대, 퇴역한 일부 F-5와 모두 퇴역하여 페루 공군에 무상 인도된 A-37 Dragonfly의 임무를 이어받을 경전투공격기 FA-50 60대와 블랙 이글스 10대 총 142대이다.
T-50 계열의 기체로는 전술입문기인 TA-50의 개발을 마치고 2011년 1월 23일 1호기를 출고하였고, 이를 바탕으로 경공격기형인 FA-50을 개발했다. 아랍에미리트와 싱가포르 수출에 실패하여 부정적인 분위기가 팽배하였으나, 심기일전하여 인도네시아에 수출을 성공하여 2011년 5월 최종계약을 맺었다. 이로써 T-50계열기의 확정된 총생산 댓수는 대한민국 공군용 142대에 이어 해외 수출분 64대를 합하여 2017년 7월말 현재 206대이다.
대한민국은 전세계에서 6번째로 초음속 항공기를 수출한 국가가 되었고 KAI의 IPO 공모가에도 긍정적인 영향을 미칠 것으로 기대되고 있다.
T-50은 개발 난이도가 높은 초음속 항공기으로서, 비록 록히드 마틴의 기술 지원 및 협력을 받기는 했지만, 대한민국의 항공기 개발 능력을 한 단계 높여 향후 독자 개발 초음속 군용기 설계 기반을 마련했다는 의미가 있으며, 최초 록히드 마틴으로부터 협력을 받은 부분들이 점차적으로 독자 기술로 대체되어 가고 있다.

## 개발 역사

### 대한민국 내 독자개발의 결정: 1989년 ~ 1992년

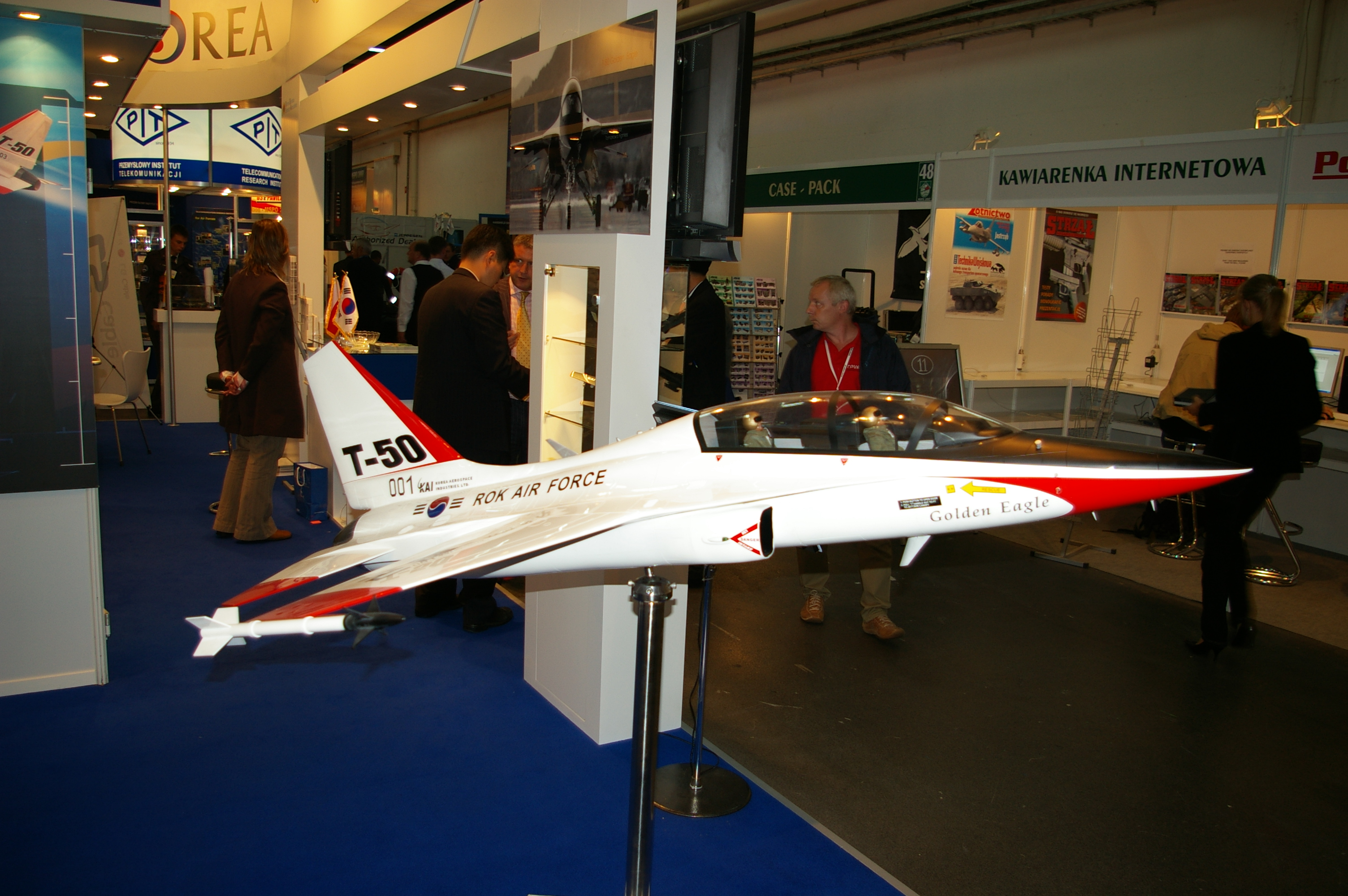
골든이글의 모형, 2007

팔레비 왕조 때 미국과의 밀월관계속에 이란이 도입한 F-14가 미국과의 동맹이 끊어지자 마자 고철덩어리로 전락하는 일이 벌어진다. 이를 지켜본 대한민국 내 에서는 1985년 항공산업육성위원회가 설립되어 항공산업육성을 위한 정부논의가 처음 시작되었으며, F-16도입사업인 KFP사업의 절충점으로 대한민국 내 기술확보를 위해, 1989년 국방과학연구소가 대한민국 공군의 노후 훈련기 교체 수요에 대하여 직도입을 하지 말고 자체 개발을 하자고 제안하면서 KTX-2 즉 T-50의 개발이 시작되었다.
당시 공군은 1949년에 개발된 T-33을 고등훈련기로, 1964년에 개발된 TF-5B(레이다 조차 없는 구형 F-5B를 훈련용으로 전용)를 전술입문기로 운용하고 있었는데, 공군이 이들 노후 훈련기의 교체를 추진하자 국방과학연구소에 소속돼 있던 전영훈 중령이 "ADD 때문에 공군이 전력증강을 못한다"라던 국방부의 한주석 차장에게 "미국이 돕는다면 F-16이 없어도 이기지만, 미국이 돕지 않는다면 F-14가 있어도 사용하지 못한다"는 말로 자체 개발을 제안하여 설득하는데 성공한 것이다.
단, 개발이 완료될 때까지는 상당한 시간이 걸리므로 부족한 수량은 해외의 훈련기를 일정수량 도입하기로 결정하였다. 처음엔 이탈리아 아에르마치사의 MB.339가 좋은 가격으로 결정되었으나, 영국 BAE 부사장 진저가 시험비행조종사 양성 협조, 시뮬레이터 개발 협조, (아음속)고등훈련기 설계기술 제공 등을 제시하여 결국 20대의 호크기(이후 2009년까지 17년간 운용하며 3대 추락)를 대당 850만 달러에 도입하는 것으로 결정되었다. 1990~1991년 국과연 기술진 25명이 영국 BAE사에 파견되 14개월간 설계기술을 익히게 되며, 이 기간에 KTX-2의 이름이 황매(골든이글)라고 처음 잠정적으로 붙게 되었다.(2000년 2월 1일 정식 이름공모를 통해 확정됨)
또한 이때 양성된 시험비행조종사에 KT-1개발에도 한몫을 한 이진호 소령도 포함된다. KTX-2 개발결정이 늦춰지면서 국방부내에서는 KTX-2 개발보다 호크기 20대를 추가도입하는게 유리하다는 의견이 대두하게 되는데(이것은 후일 96~97년 KDI에서 시행한 타당성검토조사를 통해 KTX-2개발에 부정적인 의견 대부분이 BAE에서 나온것이 알려지게 된다.), 전영훈 대령이 T-38 탤론 30대를 리스하자는 아이디어를 내게 된다. 여기에 KF-16을 생산하던 삼성항공이 생산물량확보를 위해 대한민국 내 개발인 KTX-2를 지지했고, 마침 KF-16의 초도물량 직도입분 인수일자가 92년 12월로 코앞에 다가온다.
이에 삼성항공과 록히드마틴간의 KF-16계약내용에 따라, 국방과학연구소가 록히드마틴과 92년 7월 KTX-2 기술지원협정서를 채결하면서 상황은 KTX-2개발쪽으로 급격하게 흐르게 되었다.
 삼성항공(현재의 한국항공우주산업)을 주사업자로 선정하면서 1990년부터 추진되었고, 1991년 11월부터 개념탐색이 시작되었고, 국방부가 1992년 12월에 탐색개발 사업을 승인하면서 본격적으로 사업이 시작되었다.

### 초음속기 개발에 도전: 1993년 ~ 1997년
탐색 개발 사업은 국방과학연구소가 주관하고 삼성항공, 대한항공, 대우중공업, 금성정밀(현재 LIG넥스원)이 참여하고, KFP 사업을 진행하고 있던 록히드사가 기술협력을 제공했다. 계약에 따라 미국 록히드마틴의 공장이 있는 텍사스 포트워스에 황매팀 공군관계자와 삼성항공기술자 11명이 가서 고등훈련기 설계기술을 배우게 되는데, 한국과 록히드마틴이 공동으로 수행한 마케팅분석에서 고등훈련기보다 경전투기시장이 더 큰것으로 나와 록히드마틴이 초음속기로 갈것을 주장하게 된다.
이에 공군전투발전단 연구개발단장인 이희우(현 예비역 공군준장)가 이를 이용해 공군에 초음속고등훈련기로 갈것을 설득하게 된다. 훈련효과지수를 만들어 논리있게 설득을 하였다. 전영훈 대령이 KTX-2를 아음속훈련기가 아닌 경공격기를 겸한 초음속 훈련기로 개발할 것을 주장하게 된다. 처음 한국 국방부와 공군은 이에 반대했지만, 전영훈대령이 초음속기가 KF-16 조종술 훈련에 더 적합하다는 보고서를 제출하여 결국 공군이 초음속기로 방향을 틀게 되고, 여기에 미국 록히드의 데니얼 텔업 회장에게 브리핑한 결과 긍정적인 반응과 함께 지분참가를 실무진에게 지시하게 된다.
록히드는 정부주도로는 투자효율이 안나올것으로 생각했다. 전영훈대령은 록히드의 투자유치를 위해 ADD(국방과학연구소) 주도로 개발하던 KTX-2를 업체주도(삼성항공주도)로 넘길것을 주장하게 된다. 록히드 역시 생산주체와 개발주체를 일치시켜 줄 것을 요구하게 된다. 본래는 1994년 11월의 제안서 접수시기에 정부주도로 개발하는 것으로 정리되었으나, 국방부가 제안서를 업체중심으로 다시 내라고 요구해 2주만에 다시 제안서를 내게 되어 업체주도로 바뀌게 된다. 이것은 1995년 5월 포트워스내에 총 86명이 있던 한국기술자들 중에, 국과연 내에 공군출신과 서울대출신 연구원 간의 파벌싸움으로 비화되었는데 국방부 특검팀이 조사결과 전영훈 대령의 손을 들어주게 된다. 국방부는 1995년 6월 2일 KTX-2를 업체주도로 개발할 것을 결정하게 된다.(95년 공군의 국정감사에서 공군이 120대의 T-50 소요를 제기하였는데 이는 나중에 50대만 인정되었다.)
국과연은 그 보복으로 1996년 10월 전영훈대령을 황매부장에서 직권면직시킨다. 이후 KDI에 사업타당성검토가 96년 8월부터~97년 6월까지 이뤄졌고(이 과정에서 T-50에 대한 악성루머의 출처가 BAE로 밝혀진다.), 이후 1997년 7월 3일엔 국책사업으로 업체주도의 체계개발이 시작되었다. 97년 9월 26일에는 정부가 70%를 삼성항공이 17%를 록히드가 13%를 분담하는 결정이 내려졌으며 총 사업비는 최초 T-50의 개발에만 1조6886억이 예상되었으나 최종적으로 TA-50(A-50의 전환훈련기버전)의 개발추가금까지 총 2조1938억원이 92~2009년까지 소요되었다. 한때 T-50 이 최초의 초음속고등훈련기로 알려지기도 하였으나 실제로는 T-38이 최초의 초음속고등훈련기이다. T-50과 TA-50중 어느 쪽을 기본기체로 개발하는가는, T-50을 제작 후 기체크기를 키우는 개조를 통해 TA-50을 개발하기보다는, TA-50을 만든 뒤 무게추를 달아 T-50으로 이용하는 쪽이 더 싸게 책정되는 것으로 분석돼 후자인 TA-50이 기본개발기체로 채택되었다.
본 사업을 진행한 결과, KTX-2는 KTX-1(KT-1 웅비)으로 기본 훈련을 마친 조종사가 고등 훈련 및 전투훈련 과정을 마칠 수 있도록 한다는 결정이 내려졌다. 이 결정에 따라 CD-104B라는 명칭이 부여된 기본 형상을 설계하였으며, 이 기본형상을 토대로 내부계통설계, 풍동실험, 구조설계 과정을 거쳐 기본 설계까지 1995년에 완료했다. 탐색 개발이 끝나자 체계 개발이 시작되었다.
개념 설계 중이던 1993년부터 T-50은 A형, B형, C형이라는 3가지 종류의 설계가 추진되었다. A형은 고등훈련기 성능으로 KTX-2A라 불렸으며, B형은 전술입문훈련이 가능하도록 레이다와 기관총을 장착하여 KTX-2B라 불렸다. KTX-2A가 현재의 T-50이며, KTX-2B는 2006년까지 A-50이라 불리며 개발되었으나 일부생존장비를 제외한 전환훈련기 버전인 TA-50이 되었다. KTX-2C형은 개념 설계 당시에는 단좌 전투기형으로 비공식적으로 F-50으로 호칭되었지만, 비싼 단좌화 비용으로 인해 단념되고 대신 사실상 A-50에 해당하는 일부 성능을 보강한 FA-50이라는 명칭으로 개발되었다.
이 3가지 중에서 기본형 기체는 KTX-2B라 불렸던 A-50으로 결정되었다. TA-50은 기본 레이다와 기총을 탑재하였고, TA-50에서 레이다와 기총을 뺀 기체가 T-50으로 설계된 것이다. TA-50에서 레이다가 빠진 자리는 무게 균형을 맞추기 위해 150파운드 가량의 밸러스트를 탑재했고 기총 부분도 막혀 있다.

### 체계 개발: 1997년 ~ 2005년

2007년 서울에어쇼에서 선보인 골든이글

본래 체계 개발 사업은 1996년부터 시작될 예정이었다. 그러나 비용 부담 문제로 약 2년여가 늦춰진 후 국책 사업으로 변경된 1997년 10월부터 사업이 재개되었다. 불과 IMF가 터지기 2달전 착수된 체계개발탓에 삼성항공은 외화지불유예와 자본유치를 통해 위기를 넘겨야했다. 이 무렵의 생산 계획은 대한민국 공군용으로 고등훈련기 및 경공격기형을 포함하여 94대를 생산하고, 이후 록히드마틴과 공동으로 수출한다는 것이었다.
1995년에는 사업 관리 방식도 기존과 다르게 바뀌었는데, 기존에는 국방과학연구소가 개발 및 사업관리를 담당했었지만, 1995년부터는 공군이 사업을 관리하고, 민간 업체가 개발을 주도하는 방식으로 바뀌었다. 당시에는 체계 개발에 1조 7천억이 들 것으로 예상되었다.
항공기 외형형상은 1999년 8월에 확정되었고, 상세 설계 및 도면 작성을 거쳐 2001년 9월 14일에 1호 시제기가 처음으로 출고되었다. 첫 비행은 52 시험평가전대 조광제 중령이 조종하여 2002년 8월 20일에 이루어졌다. 초음속 돌파 시험은 2003년 2월 19일에 이뤄졌다.
당시 언론에 초도비행 날짜가 2002년 10월 30일로 보도되었으나, 이미 초도비행은 비밀리에 시행되어 성공한 후의 일이었다. "T-50 시제기의 초도비행 날짜는 2002년 10월 30일이다. 그러나 이날은 T-50이 진짜로 처음 날아오른 날이 아니다. 시제기는 두 달여 앞선 2002년 8월 20일 ‘비밀리’에 처음으로 하늘로 날아올랐다." 라고 한다.
최초 초음속 돌파비행 (2003.02.19)"경남 사천기지 T-50 통합시험단에서 실시한 이 날 초음속 돌파 비행에서 T-50 골든이글(Golden Eagle)은 고도 4만 피트(약 1만 2천미터) 상공에서 마하 1.05(초속 360미터)의 속도로 비행하는데 성공함으로써, 우리나라는 자체 개발한 고유 모델의 항공기로 초음속 돌파에 성공한 세계 12번째 국가가 됐다. "

### 사업 진행 일정 요약
T-50의 가격은 순수기체가격으로는 초도생산분은 321억 원이며, 후속생산분은 260억 원이다. 공군곡예팀 블랙이글스의 주문기체는 록히드에 줄 돈과 엔진가격이 포함 안 되어 있어서 220억이다. 프로그램코스트(일정 기간의 유지보수 훈련시스템 포함 가격)로 따지면 대당 가격은 480억 원 정도에 해당한다. 이것은 대당 4500만 달러~5천만 달러 가량의 가격으로 UAE에는 40~60대 기준 25억 달러에 수출상담이 이뤄지기도 했다. (경쟁기 M-346은 19억달러)
2007년 완료한 잔여무장시험내역은 MK-82 1000파운드 폭탄 4발을 동시장착한 C3형상의 비행적합성(CFP)시험, 2008년 잔여무장시험 내역은 MK-20(확산탄) LAU-3(19연장로켓탄) 등 총 651회이다.

## T-50의 기체성능

### T-50의 설계와 성능 개요

2009년10월24일서울ADEX에서 블랙이글스용으로 임시사용된 T-50 양산형 31번기

32만개의 부품, 15km가 넘는 내부배선
유사시 T-50에 무장을 장착하면 공격기로도 사용가능하다. (IFF피아식별장치, SMS무장제어컴퓨터, 20mm내장형기총의 장착에 소요시간 3일, 레이다장착에 최초1대에 한해 7일소요- 출처 찾는중)
카티아프로그램과 코목으로 기체의 조립오차 0.2mm이하 수준이며, 25노트 측풍에서 착륙가능하다
"부품을 깎고 다듬을 때 허용되는 오차는 1만분의 1~1000분의 2인치”라고 말했다. 사천 공장은 조립 작업의 핵심인 동체 결합도 컴퓨터로 제어한다. 전방, 중앙, 후방으로 3등분 된 동체를 결합시킬 때 컴퓨터가 설계 조건에 맞추어 최적의 동체정렬 상태가 되도록 동체의 위치를 제어해준다. 이러한 동체자동체결시스템(FASS)은 미국 보잉사에 이어 세계에서 두 번째로 개발해 사용하는 것이다. T-50 한 대가 만들어지기까지 걸리는 시간은 22개월."
F-16에 비해 엔진출력은 60%, 주익면적은 92%, 부피는 89%, 중량은 77%이며, 상대적으로 엔진출력이 작은 것은 훈련기로서 경제성을 중시하기 때문이고, 중량이 작은 것은 FA-50 개발을 위해 이미 T-50 에 여유예비공간을 확보하고 있기 때문이다. 임무컴퓨터에도 80%의 예비성능이 있으며, 메모리에서 70%, 네트워크대역폭에서 70%, 발전용량에서 50%의 여유능력을 확보하고 있다.

### T-50의 기체 구조와 수명
T-50의 기체수명은 1만시간 TA-50은 8334시간이며, 수명연장시 대당 100억원의 비용이 들고 수명은 16668시간으로 2배 증가한다. 이는 공산권 기체의 3배 수준이다.(참고로 호크기의 미해군형인 T-45는 21600시간의 최대기체수명을 가지고 있으며, 2010년 3월기준 영국의 최신형 호크기는 10000 시간의 기체수명을 가지고 있다.)
수평꼬리날개를 제외하고는 기체의 내구성과 지상공격기로서의 기능확보를 위해 알루미늄합금과 일부 티타늄으로 제작되었으며, 수평꼬리날개는 복합제가 적용되었는데 이 부분은 기체의 끝단 부분이라 무게경감이 중요한 부분으로 현대의 대부분의 전투기는 이 부분에 복합소재를 사용한다.
미익의 복합제는 강도 10~20g/d 비중 1.5~2.1이다. 엔진노즐페어링은 F-18의 사진을 참조하여 디자인되었으며 최초 티타늄다층구조플랩으로 설계되었으나 재검토결과 최고운용온도 138'C로 확인되어 보다 경제성이 있는 소재로 변경되었다.
에어브레이크 부분은 F-16의 경우 알미늄판을 가공하여 내부 골격과 외판으로 조립하여 구성하였으나, T-50 에서는 알미늄 다이케스팅 공법으로 한번에 금형에서 성형하는 방식으로 무게를 경감하고, 구조강도를 높였다.
수명주기운용비용은 시간당 575만원이다. (T-38은 595만원, T-59호크기는 703만원, FA-50은 700만원대로 예상되며, KF-16은 TA-50보다 400여만원 높다. F-15는 시간당 3만달러이다.)
공기흡입구로 들어간 적기의 레이다파가 다시 돌아나오기 힘든 완전히 굴곡진 S자형 엔진 공기흡입 덕트, 레이다 단면적이 작은 블렌디드윙 바디 기체 구조, 작은 기체 사이즈의 설계로 스텔스까진 아니지만 다양한 RCS감소가 가능한 구조로 되어 있으며, KAI와 포항공대 연구소에서 T-50과 동일한 형상인 FA-50의 RCS를 축소모형으로 실험한 결과 RCS가 작다고 알려진 F-16과 동등한 수준의 RCS가 측정되었다.
기체의 진동수준을 나타내는 공탄성은 F-16과 같은 1.5로 설계되었다. 추후 캐노피에도 F-16계열처럼 금도금을 하거나, ITO(Indum-Tin-Oxside)를 도포하여 캐노피 내부의 레이다 반사를 차단하고, 레이돔 내부에 RCS저감 처리를 한다면 F-16보다 조금 작은 RCS가 기대된다.
T-50의 주익 접합부분(WAF)의 조인트에 2003년 4월 구조시험중 균열이 발견되어 부적합한 것으로 판명되어, 한국 기술진이 기존의 알미늄 합금 재질에서 티타늄 재질로 변경하여 재설계 하였고,2004년 9월 공군은 KAI에서 제출한 WAF의 설계변경과 티타늄재질 변경안을 승인하였다.
Messier-Bugatti-Dowty의 랜딩기어 및 브레이크 시스템 채용 하였으며, 훈련기이므로 매우 강력한 구조를 가지도록 설계되었다. 랜딩기어 개발당시 재미있는 일화로는, 우리나라에서는 미터법을 근간으로 랜딩기어 요구성능 자료를 산출하여 Messier-Bugatti-Dowty에 보냈으나, 해당 회사에서는 이것을 야드-파운드법으로 잘못 해석하여 랜딩기어를 설계한것을 뒤늦게 발견하여, KAI직원들은 거의 목숨을 걸다시피 반협박 반은설득을 하여 정해진 기간내에 랜딩기어를 재설계 하였다.
기존 T-50계열은 레이다가 없는대신에 약 200킬로그람의 무게추를 레이다 탑재공간에 대신 탑재를 하여 무게중심을 맞추었으나, 인도네시아 수출분의 T-50i 에서는 무게추를 제거하고 기존의 기체내부 장비의 위치를 이동시켜 정상비행이 가능토록 하였다고 하니 차후 한국공군의 T-50계열도 창정비시 해당 개량이 가능할 것이다.

### T-50의 항전장비
비행제어컴퓨터는 록히드마틴에서 개발한 3중 디지털 FBW를 그대로 사용하고 있지만, 후계기에는 보잉에서 이전받은 기술로 한국에서 자체개발한 FBW를 탑재하기 위한 개발이 마무리 단계이다. (KF-16(Block52)은 Digital 3중 FBW, F-16 Peace Bridge(Block32)는 아나로그 3중 FBW이다.)
링 레이저 자이로식 관성항법장치는 INS정렬에 30초가 소요되어 빠른 스크램블 요구에 대응한다.(F-5는 20초, KF-16은 수분이 소요됨)
AirDataSystem은 1개의 TATT Probe와 2개의 AoS Probe 그리고 3개의 IMFP다기능통합센서로 구성된다. IMFP는 고도 속도 받음각을 계산하기 위한 전압 정압 국부받음각을 센서로 측정하는 여러장치를 통합한 것으로, 신형항공기에만 통합화된 IMFP가 장착되어 있다. SMS(무장관리씨스템)은 초기에는 무장이 없는 T-50에도 값비싼 고성능의 수입제품이 장착되었으나 이후 T-50에 맞는 저가형제품을 대한민국 내 개발해 장착하고 있다.
"IMFP 장착각도가 T-50 초음속 고도정보에 미치는 영향의 논문자료와 같이, 항공기를 직접 설계 생산하여 시험 운용해 보지 않으면 얻지 못하는 노하우들이 있음을 알 수 있고 T-50 프로젝트가 항공기술의 발달에 기여하는 바가 매우 큰점을 시사한다.
MFD 2기(수출형과 FA-50은 3기), HUD를 갖추고 있다. 착륙장치는 4G까지 견디며, 훈련생의 착륙실패를 감안해 함재기와 유사한 테일후크 장치를 갖추고 있다. 엔진우측에 있는 APU보조동력장치는 2만피트높이까지 작동하며, 270Vdc 와 28dc를 생산하는 BSG시동발전기를 갖추고 있고, APU자체적으로도 발전기 모드로 동일 전력을 생산할 수 있다. ETS훈련기능이 있어, 별도의 시뮬레이터 이용 없이, 항공기에 탑승한체로 가상의 미션을 훈련할 수 있다. FA-50 에 탑재되는 채프/플레어/RWR과 이를 통합관리하는 생존관리컴퓨터 씨스템은 이스라엘 Elisra SPS-1000(v)5 레이다경보수신기를 탑재했다.
FA-50 에 탑재되는 EL/M-2032레이다의 경우, 이미 그 해상형개량버전인 EL/M-2022가 P-3CK 도입사업에 채택/장착 되어 대한민국 내 도입되어있다. 2022의 경우 해상탐지거리 200km에 256개의 동시표적탐지능력을 가지지만, 2032의 경우는 F-16에 장착되는 AN/APG-68v9를 약간 상회하는 성능에 16개표적동시추적 기능을 가지는 것으로 알려지고 있으며, 루마니아Mig-21 칠레F-5E 인도헤리어FRS.1 등에 장착실적을 가지고 있다.
2011년6월2일 TA-50이 일선부대에 배치되었고 관련 기사에 의하면 TA-50에 탑재된 EL/M-2032레이다의 탐지거리는 60Km이며 40Km내의 적기를 추적하여 공격할 수 있다고 보도되었다.
FA-50의 레이다 탐지거리는 100Km 라고 2011년6월6일 KBS 9시 뉴스에서 보도되었다.

KAI의 사내블로그에 올라온 KAI사장의 인터뷰 내용에 따르면, 수출가격경쟁력을 위하여 가장 비용이 많이 드는 항전소프트웨어를 모두 국산화 하여 새로생산되는 T-50(FA-50)에는 100% 국산 항전소프트웨어가 탑재된다고 한다.
공군에서는 정비의 편의성을 위하여, T-50 항전장비의 안전시스템을 제거해달라고 KAI에 요청하였고, KAI는 이를 제거하면서 어떠한 기술적인 위험 사항도 공군에 알려주지 않았으며, 또한 공군도 KAI에 어떠한 질문도 하지 않았다고 한다. 이로인하여 블랙이글 추락사건시 FBW시스템 차단선을 제거하지 않은 정비사의 실수도 알 수 없었을 것으로 추정되며, 그로인하여 추락사건이 발생하였다고 추정된다.

### T-50의 추진계통
엔진은 F404-GE-402 17700 lb 엔진에 F414-GE-400 22000 lb 엔진의 기술인 FADEC(디지털엔진 제어장치)을 넣어 개량한 F404-GE-102 17700 lb이다. 단발엔진 장착 기종의 엔진정지상황에서도 즉시 재점화가 가능한 2중회로 방식으로 안정성을 높였으며, 공참총장이 직접 공중에서의 엔진 재가동테스트를 시험한바 있다.
T-50개발중 시험비행에서 잔여연료량이 일정 수준이하로 적은상황에서 마하 1.2로 배면비행하여 급강하하면서, 엔진을 일부러 꺼뜨리는 상황을 만든후에, 엔진 재점화에 성공하기도 하여 기체설계의 우수성과 안정성을 재확인하였다.
F404엔진 중 가장 낮은 유류소모량을 달성하기 위한 한국형으로 개량을 했지만 국산화율은 26%에 그치며, 가격면에서 414엔진보다도 비싼 대당 64억원에 도입하게 되어 FA-50에는 F414엔진탑재가 거론되고 있다. 가격관계로 UAE에 수출을 실패한 이후 2009년 싱가포르전에서 수출을 성공하기 위해 KAI와 록히드가 손을 잡고 제작원가재조정작업에 들어가있으며, 특히 엔진가격의 하락이 있다고 한다. 이것은 앞당겨질지 모르는 미국 초음속고등훈련기 선정사업에서 채택되기 위한 기초작업으로 여겨지고 있다.

### T-50의 조종사 지원시스템, 탈출시스템
에어콘, 이중유압계통, 전자식조향시스템, 분리형연료계통, 순차조종석사출시스템, 3개의 전원공급장치, 그리고 TA-50에는 자체산소발생장치OBOGS를 갖추고 있다.
T-50 은 앞 뒤 좌석이 높이차이가 있어 뒷좌석의 전방시야가 좋은것이 F-16 복좌형과의 차이점이다.
T-50 에 채용된 탈출좌석은 MK 16K 모델로, KF-16에 채용된 ACESII 보다 동등 내지 보다 우수한 성능을 가진 모델이다. MK 16의 파생형 모델은 유로파이터와 F-35 등에도 채용되고 있다. T-50의 MK 16K 와 KT-1의 MK 16LF 그리고 KF-16의 ACESII, 3종의 탈출좌석은 모두 제로고도 제로속도에서의 성능이 입증된 제품이라는 점에서, F-5에 장비된 100노트이상의 속도와 1000피트 이상의 고도에 수평상태 조건에서만 탈출가능한 구형탈출좌석보다 월등하다.
마틴베이커 MK-16K 사출좌석에 중대한 결함(사출레버를 당기면 너무 단단한 실리콘으로 고정된 렌야드케이블이 절단되면서 로켓모터가 동작하지 않음)이 발견되었고, 그로인하여 한국공군 블랙이글 조종사가 사출에 실패하고 사망하는 사건도 발생하였으며, 이 사건에 책임을 느낀 블랙이글 담당 정비장교가 자살하기도 하였다.
언론 보도 초기에는 조종사가 -6G의 압력을 받으며 사출레버를 작동시켰기 때문에 제한 조건때문에 사출되지 않았다고 언론에 거짓 보도가 되기도 하였으나, 사실은 사출레버가 분리되었으나 렌야드 케이블이 절단된 사실을 KAI와 공군이 인지하고, 언론에 숨긴체 사출좌석의 제조사에 문의하여 재실험을 한 결과 실제로 케이블이 끊어져 사출이 안되는것을 확인한 사건이다.
이로서 T-50계열은 실전배치된지 거의 10여년이상을 실제로는 동작하지 않는 사출좌석을 달고 비행했던 것으로 밝혀졌다. 이때문에 한국공군의 T-50 전기체는 비밀리에 두 번에 걸쳐 사출좌석의 문제의 실리콘을 모두 제거하고 벨크로(쉽게 떼었다 붙였다 할 수 있는)를 활용하여 대체하였다고 한다.
이 과정에서 기체결함으로 추락하여 사망한 블랙이글의 고김완희 중령의 유족들에 대하여 언론에 대하여 비밀을 지킬것을 약속받고, 수출(필리핀 이라크등)계약이 완료된 후에 보상을 해주겠다고 공군등에서 약속을 하였으나, 결국은 수출성사후에도 보상약속을 지키지 않아 유족들의 강력한 반발이 언론에 공개되기도 하였다.
유용원의 군사세계 게시판에 올려진 소식에 의하면, 사출좌석 원제작사인 마틴베이커에서는 기본적으로 벨크로를 사용하여 렌야드케이블을 고정시켜 우리나라에 수출하였으나, 실전배치 이후 한국공군의 정비사들이 임의로 정비편의성을 위하여 벨크로를 제거하고 실리콘으로 대체하였다고 한다. 그러므로 사출좌석의 제작사인 마틴베이커사는 T-50B 추락사고에 일정부분 지게되었던 책임에서 벗어나게 되었다고 볼수있다.
그렇지만 F-16전투기에 장착되는 미제 ACES 사출좌석은 해당 부분이 실리콘으로 접착되어있다고 하는데, 아마도 각좌석에 사용되는 렌야드 케이블의 두께나 강도가 틀리고, 애초 설계당시부터 ACES좌석은 실리콘으로 붙여서 수많은 테스트를 한 제품이며, 마틴베이커사의 좌석은 벨크로를 사용하여 제품 테스트가 완료된것이므로, 임의로 안전에 중요시되는 부분의 설계를 변경한 한국공군의 정비진의 커다란 실수이며, 차후에는 안전에 관련된 부분은 철저한 테스트를 통하여 검증된 설계변경만 허용해야 할 것이다.
그러므로 정비사의 오래된 감각만으로 정비하는 것은 과거에는 모르지만, 너무도 복잡해지는 현대적인 전투기정비에 있어서는 어쩌면 큰 재앙을 부를수도 있는 것이다. 이런류의 짐작에 의하여 중대한 엔지니어링 문제를 넘겨짚는 사고가 미국의 우주왕복선 스페이스 셔틀에서도 나타났는데, 발사시에 연료탱크에서 분리되어 나온 커다란 우레탄폼이 떨어져 나가 주날개 앞전의 카본-카본 복합재를 때리고 지나간것이 촬영되어 확인하였으나, 나사의 엔지니어들은 유연한 폼쪼가리가 그 단단한 복합재를 파손시키는건 불가능하다는 판단을 내리고 아무런 조치를 취하지 않았고, 추후 지구로 귀환중에 공중에서 스페에스 셔틀이 해당 부분으로 들어오는 고온의 공기에 의하여 가열되고 마침내 공중 폭파된 사건이 있었다. 추후에 해당 상황을 모사하여 우레탄폼을 카본복합재 앞전에 발사하는 시험을 한 결과 카본복합재 앞전에는 수박만한 구멍이 뚫렸다고 한다. 이런 상황을 나사의 수많은 천재급의 경험많은 엔지니어들이 전부다 무시했던 것이다.

### T-50의 군수지원과 시뮬레이터
ILS종합군수지원체계가 완비되어 있으며, 비행시간당 5.14~6.43시간의 정비시간이 요구되고, 30번 사용시마다 하는 타이어교체엔 10분, 엔진설치에 1시간, 엔진수리에 1.46시간, 스마트시스템장착으로 인해 정비가 필요한곳을 정비사에게 자동으로 알려줘 창정비가 필요없다. 지상점검시 외부의 유압이나 전력 없이도 자체배터리만으로 작동점검과 데이터다운로드가 가능하다.
전체부품의 54%를 양산이 많이 되어서 값이 싼 F16/F18 등의 부품을 그대로 사용하며, 30%는 일부개량품, 16%는 한국자체개발품이다. 공유부품비율이 F-35의 A/B/C모델간의 비율보다도 높아 경제성 확보에 도움을 주고 있다.
T-50 조종훈련에 필요한 시뮬레이터(T-50 FMT/OMT FAC AC 120-45 LEVEL D - Full Flight Simulator System)는 KAI와 도담시스템스(www.dodaam.com)가 개발하였으며 T-50 FMT/OMT 외에도 T-50 MTD ,T-50 HQS, T-50 DEMO 시스템등 다양한 시뮬레이터 시스템이 완비되어 있다.

### T-50의 주요 비행 및 사고
- 2002년 8월 20일: 한국 T-50 고등 훈련기 처녀비행(파일럿 조광제 중령)[42]
- 2003년 2월: 국산 항공기 사상 최초로 초음속 돌파에 성공했고 2005년 5월 1,000회, 2007년 11월 2,000회 무사고 시험비행을 달성했다.[43]
- 2003년 9월 4일: 국산 초음속 공격기 A-50(추후 TA-50으로 이름이 바뀜) 초도비행 성공[44]
- 2007년 4월 17일: T-50 이 첫 고등비행훈련에 투입되었다.
- 2007년 1월 2일: 서해상에서 실시된 KF-16을 위한 적기요격훈련에, 김성일 공군참모총장이 신년 첫 지휘비행으로 가상적기로 설정된 2대의 T-50중 1대의 후방석에 탑승해 직접 조종간을 잡고 조종하기도 하였다. (2006년 1월 2일 김성일 공참총장 < 역대 참모총장 소개 >의 신년 지휘비행은 F-15K로 독도상공에서 실시된바 있다.)
- 2008년 10월경: ADD에서 (KAI와함께) 개발한 비행제어컴퓨터(FLCC)와 여러소프트웨어를 탑재한 T-50 시제1호기가 비행성공.
- 2010년 11월 23일: KAI, 독자개발 S/W 탑재 T-50 초도비행 성공, "한국항공우주산업(주)(이하 KAI)는 독자 개발한 항공기용 응용 소프트웨어(S/W)와 핵심컴퓨터를 탑재한 T-50이 초도비행에 성공했다고 23일 밝혔다."[45]
- 2011년 4월 2일: 블랙이글스 전기체 T-50B로 재창단후 첫비행[46]
- 2011년 5월 4일: 최초의 국산 경공격기 ‘FA-50’ 초도비행 성공[47]
- 2012년 11월 15일: T-50B 추락 , 블랙이글의 T-50B 한대가 기체의 비행조종 시스템 정비에 사용된 Pitch 조종계통 차단선을 정비완료후 제거하지 않은 정비사의 실수로 인하여 이륙후 비행장 근처 야산에 추락하였다. T-50계열에서는 최초의 추락사고로 기록된다.[48][49]
- 2013년 8월 20일: FA-50 양산 1호기 공군인도비행(사천->원주).[50]
- 2013년 8월 28일: T-50 추락, 광주에서 훈련비행을 하던 T-50이 추락하여 2명의 조종사가 사망하였다.[51], 사고원인은 단기기동 시범비행훈련중 고난이도 기동후 회복 불능에 의한 지상충돌로 중간발표됨,[52]
- 2013년 9월 10일: T-50i 5600Km를 직접 비행해 한국사천에서 인도네시아까지 페리비행 기체인도, 기체 신뢰성입증, 납기 4개월 단축.[53]
- 2014년2월11~16일: 블랙이글 싱가포르 에어쑈 시범비행에 전기체 장거리 페리비행으로 참가하였다.
- 2014년7월17일: 미공군 T-X사업 실사팀이 공군제16전투비행단에서 TA-50으로 비행을 하였다.[54]

## 계열 기체

### TA-50
본래 A-37지상공격기를 대체할 목적으로 A-10과 모든면에서 매우 유사한 특성을 보이도록 설계된 A-50이라는 이름의 공격기를 44대 소요를 충족시키기 위해 개발중이었으나, 중간에 TF-5B 전환훈련기의 대체기 도입 필요성이 제기된데다, A-50보다 향상된 FA-50을 개발하는 사업에 생산댓수를 38대에서 60대로 늘릴 필요성이 생긴다. 이때문에 A-50 44대는 22대 22대로 각기 분리되어 앞의 22대는 행정상의 혼동을 피하기 위해 TA-50이라는 이름으로 바뀌어 전환훈련기로 생산예정으로 이미 2006년 1월 T/TA-50 체계개발이 완료된 상태이다. 뒤의 22대는 추가적인 개발을 거쳐 FA-50이라는 이름으로 22대에 38대가 합쳐진 총 60대가 예정되어 있다.
현재는 A-50이라는 분류모델은 없어졌으며 무장시험용 기체라는 개념만 남아있고, 실제 양산예정 기체는 T-50/TA-50/FA-50 3종류만 존재한다. FA-50 은 2011년 개발이 끝나면 바로 도입이 시작되어 2015년까지 F-5E/F를 완전히 대체할 것으로 생각되며, 이와 별도로 대한민국 내 생산된 KF-5E/F(제공호)70대는 수명이 2020년대 중반까지 남아있어서 아직은 대체계획이 없다. 장기적으로 공군은 EL/M-2032 레이다를 장착한 FA-50 을 최대 150대까지 생산하겠다는 생각을 가지고 있지만, 합참에서는 현재 FA-50 60대의 소요만 인정하였으며 생산예정으로 개발중이다. 때문에 KF-5는 FA-50으로 대체될지 아니면 KFX로 대체될지 아직 미정이다.
A-50(TA-50)은 A-10과 비교해 매우 유사한 전투행동반경(TA-50은 444 km/A-10A는 460 km)를 가지고 있으며, 더 낮은 스톨스피드(낮을수록 좋음, TA-50은 195 km/h, A-10A는 220 km/h), 동일한 단거리AIM-9공대공무장, 동일한 주무장으로 레이저유도폭탄과 메버릭공대지미사일 등의 특성을 가지고 있다. 다만 폭장량에서 엔진이 2개인 A-10A가 더 우수하며, 피탄대응력에서는 티타늄소재부품과 장갑이 대거 채용된 A-10A이 훨씬 우수하고, 최고속도면에서는 마하0.55인 A-10A에 비해 초음속능력을 가진 TA-50이 마하 1.5+로 3배이상 우수하다. A-10A의 JDAM투하능력은 TA-50이 아닌 FA-50에 가서 갖춰질 것으로 보인다. 다만 A-10은 레이다가 없다.
TA-50은 최대 2750파운드의 무장중량을 허용하는 파일론을 3개 가지는데, 스텔스순항공대지미사일인 타우러스는 3050파운드(1400 kg)의 무게를 가지기 때문에 아직은 장착이 불가능하다.(그리펜은 가능함) 하지만 FA-50은 무장허용중량이 조금 더 증가하므로 향후를 기대해 볼 수 있다.
TA-50은 최초 미국제인 APG-67(v)4 레이다를 장착할 것으로 생각되었으나, KAI가 해당 레이다가 지나치게 저성능임을 주장하였고, 이후 영국제 AESA레이다의 탑재에 미국의 반대로 실패함에 따라 이스라엘제 EL/M-2032 레이다를 대한민국 내 기업인 LIG넥스원이 기술이전받아 생산하는 방식으로 탑재하게 된다. 이후 레이다기술진척에 따라 KF-16개량사업에는 2011년부터 서비스를 시작할 MESA 레이다를, 그리고 KF-X사업에는 AESA 레이다를 장착할 것으로 여겨지고 있다.
다만 이스라엘측이 도입시 약속한 EL/M-2032 관련 기술의 이전에 매우 소극적으로 나오고 있다고 하며, 이로 인하여 국산 AESA레이다 개발에 이의 기술을 활용하려고 했던 계획은 대거 수정될 상황에 처했으며, 새로운 기술이전처가 필요한 실정이라고 한다. 또한 자연히 KFX에 사용될 AESA레이다 후보에서는 EL/M-2052 AESA레이다가 제거되었다고 한다.
- 추후 밝혀진 내용으로는, 미국 레이시온사에서 FA-50(당시 A-50)용 AESA레이다를 개발중이였으나, FA-50 개발에 사용하려면 약 2년정도를 기다려야 AESA레이다가 완성되는 상황이였다고 한다. 그래서 2년을 기다려서 미제 AESA레이다를 장착하기에는 시간상 무리가 있어, 영국제 빅센AESA레이다를 인티하려고 했으나, 이때에는 미국정부에서 인티그레이션을 반대하여 무산되는 수순으로 간것이다. 또한 El/M-2052 AESA레이다도 미정부가 반대하여 탑재무산되고, 그 이후의 경과는 기존글처럼 EL/M-2032레이다의 장착으로 마무리 된다. 차후 미국의 T-X사업에 지원할 T-50개량형에는 레이시온사에서 개발하고 있던 AESA레이다가(RACR의 축소형) 완성되어 탑재될것으로 예상된다. 또한 2014년 본격착수된 KF-16의 레이다 업그레이드 사업에 레이시온사의 RACR이 탑재되는데, 차후 FA-50 배치2 가 나온다면 KF-16의 RACR 레이다의 소형판 AESA레이다 탑재 가능성이 높다고 볼수있다.
- 2011년6월2일 보도- "공군 제16전투비행단 115전투비행대대는 현재까지 TA-50 5호기를 도입하였고 내년 전반기에 TA-50 전투기입문과정이 시작되면 연간 80여명의 정예 전투조종사를 배출하여 F-15K, KF-16을 운용하는 비행단에 배치시킬 예정이다."[56]
- 2012년 7월 20일 보도 - "대한민국 공군작전사령부는 무장능력을 장착한 TA-50 훈련기로 최초의 실무장 사격 시험비행을 성공적으로 마쳤다고 18일 밝혔다.

공군에서 유일하게 TA-50 훈련기를 운용하고 있는 공군 제16전투비행단 115전투비행대대는 지난 5월 최초로 실무장 사격에 나서 현재까지 총 20회의 발사 시험을 성공적으로 마쳤다. 또한 공군은 이번 주 열리는 역대 최대 규모의 한미연합 통합화력 전투 훈련에서도 TA-50을 출격시켜 MK-82 폭탄 실무장 사격을 성공적으로 마무리지었다고 덧붙였다"

### FA-50 파이팅이글
- 8th Fighter Wing KAI FA-50 /8전투비행단 FA-50 동영상

- Korea Aerospace Industries - FA-50 Fighting Eagle Light Attack Aircraft

FA-50은 이미 개발한 TA-50 시제기를 활용해 체계를 설계하고 개발한 것으로, 공격임무를 수행하는 FA-50은 경제적인 개발을 위해 최대한 공통성을 유지하도록 설계한 것이 특징이다.
한국공군은 이 기종의 공식 명칭을 "FA-50"으로 명명하였으며, 미해군의 F/A-18처럼 전투공격기를 겸한다는 의미의 F/A가 아니고, 공격기와 전투기의 중간정도 되는 성능의 기종이라는 의미가 더 강하다. 그러므로 F/A-50 등으로 표기하는 것은 잘못된 표기이다.
FA-50은 정부에서 2500억원(나중에 군수지원 및 훈련시스템1식의 개발/양산 비용이 개발비쪽으로 포함되어 전체개발비가 4천400억 정도로 늘어났다.)의 개발비를 투자해 개발중인 경공격기로 A-37B의 지상공격임무와 F-5 E/F의 스크램블 및 초계임무를 승계하게 된다.(A-37B은 블랙이글스도 곡예기종으로 운용했던 기체이며, 2009년 11월 6일에 페루에 8대를 양도하는 약정서체결소식이 국방일보에 보도되었다.)
개발되더라도 영해초계를 위해 긴 항속거리가 필요한 동해안 서해안쪽 공항에 배치되는게 아니고, 중부내륙지역의 1개 군사공항에만 60기가 배치될 것으로 보이며, 한가지 다른해석을 한다면, 수명연한이 도래한 52기의 F-16D/KF-16D의 전환훈련용 복좌형기체를 60기의 FA-50가 대체한다고 해석가능한데, 2004년 공개된 공군의 훈련소티자료에 KT-1에서 T-50을 거친뒤 A-50 을 거쳐 F-16을 탑승하는 것으로 되어있기 때문이다. 복좌형훈련기체는 연간운용시간이 많아서 단좌형전투기체보다 수명이 짧은 편이다.
A-37은 공대공교전능력이 없지만 FA-50은 단거리공대공미사일을 장비하여 자체방어능력을 확보하게 되며, 탑재레이다는 이스라엘제EL/M-2032 레이다로 70킬로정도의 시스템 중량, 약 50Cm의 레이다 디쉬 직경으로, 약 100Km의 탐지거리를 가지는 것으로 알려졌다(AESA개량전의 APG68-V5(초기120대)/ V7(후기 양산분 20대)을 장착한KF-16과 비슷하나 AESA로 개조한 KF-16의 탐지거리는 약 150Km로 예상되어 있다.).
여기에 데이터링크시스템이 추가되어, 2011년 들어오는 조기경보기의 지원에 미사일과 레이다의 능력을 합치면 북한공군기중 일부 최신기종을 제외한 대부분의 전투기와 BVR 및 공중전에서도 우위를 점할 수 있을 것으로 보인다. 탑재되는 데이터링크는 처음엔 Link-K로 달려했지만, 이후 Link-16으로 바뀐것으로 알려지고 있다.
FA-50은 TA-50에 위협보조 장비와 야간작전능력, 전술데이터링크, 정밀 폭격 능력을 추가한 개념으로 레이다가 기존 A-50시절 시제기의 AN/APG-67에서 이스라엘제 EL/M-2032 레이다로 변경되었으며, 다양한 공대공, 공대지 모드를 갖추고 있어 공격 임무수행에 적합하며, 특히 합성개구레이다(SAR) 영상은 정밀유도무장과 결합해 FA-50의 임무 능력을 크게 향상시킨다.
FA-50에는 적 레이다 위협정보를 수신하는 레이다경보수신기(RWR)와 위협에 대해 채프와 플레어를 투발할 수 있는 디스펜서(CMDS)가 추가되었으며, 이 생존장비는 적 위협의 조기탐지와 분석으로 전장상황 인식능력을 증대시키고, 적 위협에 대한 무력화가 가능해 조종사와 항공기의 생존성을 향상시킬 수 있다.
또한 FA-50에는 야간투시경(NVG)으로 야간공격 임무수행이 가능하도록 야간투시장치(NVIS)가 추가되어 야간비행 시에도 조종사의 비행착각을 방지하고, 야간작전 수행능력을 향상시킬 수 있게 됐다.
EL/M-2032 레이다의 장착으로 중거리 공대공 미사일 암람의 장착도 가능할 것으로 보이나, 아직 인티그레이션은 이루어지지 않았고, 공군측에서도 강력한 요구는 없는 것으로 알려져 있다, 다만 가능성을 문의해본결과, 인티그레이션을 담당하는 미국 업체인 록히드 마틴에서, 인티그레이션 비용을 300억원이나 요구하여, 그냥 없던일로 하는 분위기인듯 하다,그러나 FA-50의 임무 특성상 암람은 시급하지 않은것이 사실이고, 실제 암람의 대한민국 내 보유량과 가격을 생각하면 FA-50까지 돌아올 암람 실탄도 부족한 상황이다, 다만 브라질등에서 중거리 공대공미사일등을 인티그레이션하여 F-50으로 개발하면 도입하겠다는 의사를 비추기도 하였다.
무장제어컴퓨터나, 미션컴퓨터가 이미 국산화 개발되어 있고, 국산 중거리 공대공미사일의 개발이 임박하다고 보여지는데다가, 대한민국 내 업체가 EL/M-2032 레이다의 수입을 조건으로 기술이전 받아, 소스코드레벨까지 분석하고 있다고 하므로, 추후 국산 중거리 공대공미사일을 개발하게 되면, 무장장착에는 전혀 문제가 없을것으로 보여진다.
FA-50의 무장으로는 텍스트론 시스템스의 SFW를 주요무기로 추가하였다.
현재 KAI에서는 FA-50을 위해 주익 및 동체 등의 전체설계도를 새로 만들고 있으며 여러 문제가 해결될 것으로 보인다. 본래 T-50은 주익이 2만파운드의 무장을 소화할 수 있도록 KF-16보다 2배 높은 강도로 설계되었지만 그동안은 몇가지 문제를 가지고 있어 탑재 무장이 1만파운드로 제한되어 왔다. FA-50에서는 공군의 요구대로 1만2천파운드까지 무장허용중량을 확대할 계획이다.
FA-50의 주무장은 A-10과 똑같이 지상지원용으로 최적인 메버릭미사일을 사용한다. 공대공미사일(AIM-9)과 공대지미사일(AGM-65)외에, 정밀유도폭탄인 합동직격탄 JDAM의 경우 MK-82 500파운드 JDAM기준 9발, MK-83 1000파운드 JDAM기준 5발 운용과, LAU-68/131/3 로케트탄 8발, MK-20/CBU-58 확산탄 9발, AGM-65 A/B/D모델기준 8발, 기타 항공기사격표적 2발, 훈련용탄 2~3발의 운용이 가능하며, 바람수정확산탄(WCMD) 등을 운용할 수 있으며, 네트워크중심전에 부합하도록 링크-16 전술데이터링크를 탑재, 실시간으로 전장 정보를 공유하는 것이 가능해졌다.
FA-50의 엔진은 TA-50 및 T-50 에 사용한 F404-GE-102 엔진이 그대로 사용된다. F404-GE-102는 기존 F/A-18에 탑재된 구형 F-404-GE-400 엔진에 최신의 F-414엔진(슈퍼호넷에 사용됨)에 사용된 FADEC(Full Authority Digital Electronics)이라는 최첨단 디지털 제어장비를 추가하여 개발된 엔진으로, 디지털 제어장치를 통해 신뢰성 및 안정성이 크게 향상된 엔진이다.
소형 공격기인 FA-50은 최대추력 8톤급의 F404 엔진을 통해 최대 마하 1.5의 속도로 비행이 가능하다. F-404-GE-102 엔진과 거의 흡사한 엔진이 바로 그리펜전투기에 사용된 볼보플라이모터의 RM-12 엔진인데, GE와 라이선스계약을 맺어서 볼보플라이모터에서 F-404를 개량한 엔진이다, RM-12 엔진은 최대 추력만 조금 틀리고 거의 모든 구조나 사양이 F-404-GE-102와 동일한 엔진이다.
RM-12엔진은 기존 F-404에 비해 에프터버너 부분의 설계가 신형으로 개량되어 효율이 높아졌는데, 이 설계를 그대로 F-404-GE-102가 채용하고 있어서, 그리펜엔진의 배기구 안쪽 에프터버너 플레임홀더와 T-50계열 엔진 배기구 안쪽의 플레임홀더의 사진이 완전히 동일하다.
FADEC의 탑재에 따라서, 기존 FADEC가 없는 구형엔진을 장착한 전투기의 경우 조종사가 엔진의 상태를 계속 모니터링하면서 조작을 해주어야 했으나, T-50의 경우 그럴 필요가 없어진다. 다만 최신형 전투기 엔진에는 모두 탑재되는 기능으로 T-50도 최신형으로 개발되어 이런 추세를 충실히 따라갔다고 볼수있다.
T-50의 시험비행조종사인 권희만 수석연구원 인터뷰에서는 거론되는 엔진업그레이드에 관해 출력부족을 느낀적 없다고 답변하고있으며, 마하 0.7~0.95 영역에서 F-16과 T-50이 차이가 없는 성능을 보인다고 되어있다.
미국 T-X 사업에 사용될 기종은 미국의 영업을 담당하는 록히드 마틴의 담당자에 의하면 FA-50을 제시할 것으로 예상되어, 록히드마틴과 KAI가 공동으로 FA-50을 개량하고 있다는 소식이다, 그리고 이 기체에는 기존 EL/M-2032보다는 F-22,F-35등의 비행훈련용 기체이므로, 미국산 AESA레이다 장착이 예상된다(편집자주).
미국산 기계식 AN/APG-67 레이다(저성능으로 KAI의 거부) -> 미국산 AESA 레이다(레이시온사의 개발지연 2년 예상으로 탑재가 취소됨)-> 셀렉스 AESA레이다(미국정부 인티 거부) -> EL/M-2052 AESA(미정부의 인티거부) -> EL/M -2032(이스라엘과 공동개발 국산화, FA-50 장착)레이다-> 미공군 T-X선정시, 미국산 AESA (미국 T-X사업 추정, F-35, F-22 교육용으로 AESA탑재 유력) 등으로 복잡한 역사를 가지고 있다.
또한 KAI에서는 EL/M-2032를 고려하기 전에 같은 제조사인 이스라엘 엘타사의 최신예 EL/M-2052 AESA 레이다를 선정하려고 하였으나, 이 레이다 또한 영국산 AESA레이다와 비슷한 경우로, 미국의 기술과 자본이 투입된 레이다로서 장착하려면 미국의 허가를 얻어야 하지만, 미국에서 해당 레이다의 탑재허가를 내주지 않아, 결국 기계식 레이다인 EL/M-2032로 결정되었다.
2011년5월4일 KAI에서 FA-50의 시험비행 성공에 대하여 보도를 하였다.
FA-50은 한국의 ADD와 LIG-NEX1이 개발한 KGGB(한국형 중거리 GPS 유도폭탄)을 탑재하고 사거리 100킬로의 목표를 정확히 타격하는데 성공하여, 중거리 공대지 공격능력을 보유하게 되었다.
T-50PH(FA-50의 필리핀 수출형 모델명)에는 중거리 공대공 미사일 탑재가 가능하게 된다고 한다. 이로서 중거리 공대공 능력이 있는 FA-50은 경공격기가 아니라, 경전투기(파이팅 이글)로 불리게 될것으로 보인다.
다만 해외 일부 국가(예: 이라크 등)의 경우 EL/M-2032 레이더의 장착이 불가능한 경우가 있어서 AN/APG-67(v)4 레이다가 장착된 경우도 있다.

### FLCC T-50(기술실증기)
T-50은 대한민국 내에서 개발중인 기술을 테스트하는 KF-X 용 기술실증기로 사용중이다. 2008년 10월경 ADD에서 (KAI와함께) 개발한 비행제어컴퓨터와 여러소프트웨어를 탑재한 T-50 시제1호기가 비행했으며 이 FBW개발사업은 2009년 3월 11일까지 성공적으로 완수되어 완료됐다.(HW/SW - 3중, 1LRU 3채널, 초도비행 1회, 기본성능평가 2회, 조종안정성평가 17회, 비행성 평가 시험 6회, 초도비행은 2008년 11월말 성공 - 결과 대부분 영역에서 CHR 1~2조종성 확인 T-50과 동등 수준 조종안정성 확인 )
"FLCC의 검증을 위한 ATP 프로그램 및 지상시험 지원을 위한 EGTU 프로그램 개발에 관한 연구", T-50 FLCC에 관한 추가 연구도 국내에서 수행되었다.
"TA-50 FLCC 현황과 미래요구에 적합한 개발방안", T-50 FLCC의 미래의 업그레이드에 관한 연구도 수행중인 자료.
"T-50 FLCC의 Triple Redundancy 구조를 활용하여 Duplex, Hot Redundancy 방식을 적용한 고장허용 비행조종 컴퓨터는 고장모드 영향성 시험(FMET, Failure Mode and Effects Test)을 통해 강인성 및 신뢰성을 입증하였다", T-50의 FLCC는 한국형 무인기의 FLCC로 발전되고 있음을 알 수 있다.
2008년 12월에는 임무/무장컴퓨터에 사용할 NEOS-178(항공용 실시간 운영체계)를 MDS테크, 도담시스템스, 코츠테크놀로지, 한국국방연구원(KIDA)이 컨소시엄을 이뤄 2007년부터 개발해서 미 항공국(FAA) 인증을 획득했고, 2012년까지 5년간 개발프로젝트 진행 중이다.
2009년에는 MDS테크에서 T-50 임무컴퓨터용 응용소프트웨어를 개발할 예정이고, 2009년 4월 말경 알려진 바로는 KMC(한국-미션-컴퓨터)의 개발이 상당부분 진척되고 있으며 성능이 현재 T-50의 8배 이상으로 리얼타임자바로 프로그램을 짜서 한국군내에서 운용하는 이종기체에 전부 이식이 가능하도록 개발한 뒤 KF-16에 최초로 적용하는 개량을 할 예정이라고 한다. (2012년 1월 현재 KF-16업그레이드는 두곳의 시스템 인티그레이션 경쟁자인 록히드 마틴과, BAE 시스템스의 제안에 따라, 기존에 개발되어 F-16에 사용중인 미션컴퓨터를 사용할 것으로 예상되어, KMC의 사용은 하지 않을것으로 예상됨. - 편집자주)
KAI가 자체예산으로 T-50용 3D 전자지도 응용컴퓨터를 개발중이다. FA-50 개발에는 T-50 시제 3/4호기가 사용될 예정이다.
2011년6월3일보도-KAI에서 초음속 항공기용 3D내비게이션 시스템을 2011년 말까지 개발완료할 것이라함, T-50에 탑재하여 자동조종장치와도 연동될 예정으로, 악천후시에 내비게이션에 저장된 3D경로와 지형정보에 따라 자동운항 기능도 있다고 한다.
2010년12월23일, MDS테크 및 KAI에서 임무/무장컴퓨터를 개발해 T-50 시제2호기에 탑재하고 비행 성공하였음.

### T-50B
T-50B는 대한민국 공군 특수비행팀인 블랙이글스가 운용하는 전용기로써 T-50의 파생형 기체이다.
T-50 공중 시범비행용 기체로 하늘을 수놓는 내장 스모크 분사 장비인 스모크 발생기 및 주익 양쪽 끝단에 사이드와인더와 비슷한 모양의 조명장치를 탑재하였으며, 공모를 통해 선정된 도색으로 대한민국 공군 블랙이글스팀에 총 10대가 생산 배치되었다.
"이번에 새롭게 선보이는 T-50B 항공기는 국산 초음속 항공기인 T-50의 블랙이글스 전용 모델로, T-50과는 크게 4가지 부분에서 큰 차이가 있다. 먼저 검은색, 흰색, 노란색을 조합하여 날카롭고 역동적인 독수리를 형상화한 도장(외부 디자인), 하늘을 수놓는 연기가 크고 진한 내장 스모크 분사장비 장착, 항공기에서 다양한 모습을 찍을 수 있는 다섯 대의 내장 카메라 장착, 에어쇼를 더 재미있게 볼 수 있는 비지블 라이트(Visible Light)에서 차이를 보이다."(공군 공감 홈페이지) 보관됨 2015-09-24 - 웨이백 머신

### T-50i
인도네시아 공군에 수출되는 T-50의 파생형으로, RWR(레이다 경보장비) 장비가 장착되어있으며
수직꼬리날개 및 주날개의 RWR안테나 장착부위등으로 볼수있는 기체의 외부형상은 FA-50과 동일형이다.
그리고 20mm 기관포는 제거되어 있다. 아마도 도입 가격을 저렴하게 하기위함인듯 하다.

### T-50IQ
이라크 수출버전으로 명목상으로 T-50 계열로 호칭하며 FA-50에 준하는 사양으로 만든다고 한다.

### T-50PH
필리핀 수출용 FA-50의 이름이다.

### T-50A
미국 공군의 차기 훈련용 T-X 프로그램 제안용으로 미국 록히드마틴과 한국의 KAI는 사업 참가를 위하여 FA-50 경전투기를 기반으로 개량하기로 합의했다. 기존의 T-50의 스펙으로는 T-X사업의 요구사항을 충족할 수 없기 때문에 경전투기인 FA-50을 미국 록히드마틴사와 공동개량을 완료하고 2016년 6월 2일 초도 비행까지 성공적으로 마쳤다. T-50A 초도비행은 국가 항공산업단지가 위치한 경남 사천 KAI에서 한국 테스트 파일럿 이동규 수석과 미국 록히드마틴 테스트 파일럿 마크 워드(Mark Ward)가 탑승하여 진행되었으며 미국의 록히드 관계자,국방부 관계자 그리고 방위사업청 관계자 등이 참석한 가운데 수출용 훈련기 T-50A의 시험 초도 비행이 성공적으로 이뤄졌다. T-50에 미 공군이 요구한 스텔스전투기 F-35 탑재 대화면 시현기(LAD), 가상훈련(ET), 공중급유장치 등 7가지 기능을 추가하여 초도 비행을 통하여 조종석 이탈장치 시스템, 회전반경, 속도, 각 계기의 작동, 공중회전, 이착륙시의 떨림 등 다 방면에 걸쳐서 관계된 체크 포인트를 점검했다.
미 록히드사와 KAI의 합작으로 생산할 예정이며 앞으로 본 훈련기는 세계의 시장을 놓고 야심차게 준비된 한미간의 훈련기다.
- 미국수출형 T-50A 초도비행 영상
- T-50A 조종사 '마크 워드'의 시험비행 인터뷰 T- 50A Upgraded Aircraft for T- X

## 비교기종
T-50은 추력 17,700 파운드 엔진 한 개를 사용한다. 동일한 엔진을 한 개 사용하는 다른 기체로는 미국의 F-20 타이거샤크, 스웨덴의 그리펜이 있으며, 인도의 HAL 테자스에도 개발과정중에 404IN이라는 추력향상개량형버전이 사용되었다. 또한 중국의 FC-1도 최초 중미협력개발사업당시에는 404엔진으로 예정되어 있었으나 현재는 사용하진 않는다. 미국의 최신 스텔스무인기인 X-45B에도 채용되고 있다. 동일한 엔진을 두 개 사용하는 기체로는 미국 F/A-18 호넷과 프랑스 다소 라팔(시제기), 미국의 스텔스 폭격기 F-117가 있다.
시장에 존재하는 훈련기 겸 공격기 중 영국의 호크기, 이탈리아의 M-346이 비교될 만한데, 둘 다 아음속기이다. 영국의 호크기는 한국에도 수입된 바 있는데 20대가 수입되어 17년간 운용하는 와중에 3대가 추락한 뒤 공군이 퇴출을 준비중이며 이로 인해 영국에서 유감성명이 나오기도 했다. 호크기는 여러 개량버전이 꾸준히 나오고 있는데, 미 해군에 개량수출되어 T-45라는 이름으로 사용중이며, 이에 비해 미 공군은 아직 F-5의 훈련기버전인 T-38을 사용중으로 2020년까진 계속 T-38을 사용한다는 입장이다. 이탈리아의 에아르마키사는 유로트레이너로 마코2000기체의 다국적 공동개발사업에 참여하다 탈퇴한 뒤 러시아 Yak-130기체를 기반으로 서구기준에 맞춘 훈련기를 개발하게 되는데 이것이 M-346이다. 스텔스외형의 초음속훈련기인 마코2000개발계획은 T-50의 개발성공으로 인해 폐기된 바 있다.
M-346은 아직 개발중인 기체이지만 UAE수출과 싱가포르에서 한국의 T-50 에 승리한바 있다. T-38과 M-346 모두 초음속비행이 가능하긴 하지만, M-346의 경우는 T-50과의 경쟁과정에서 마케팅 홍보를 위해 높은 고도에서 낮은고도로 다이빙식으로 떨어져 내리는 방식으로 측정하여 마하1.15를 기록한바 있지만, 실제 M-346의 정상적인 카탈로그상의 공식스펙으로 최고속도는 590KTS(마하0.9)에 그치며 실제비행시 제한되는 최고속도는 마하0.85로 알려져 있는 등 아음속으로 설계된 기종이고 실제로도 아음속 기종이다. 러시아의 YAK-130은 중국에서도 카피하여 L-15라는 이름으로 고등훈련기로 사용중이다.
- 미국과 일본의 경우 고등훈련기가 아닌 전환훈련기로서 훈련기종이 아닌 F-16(일본의 경우는 F-16의 일본판 대형화기종인 F-2)을 그대로 사용한다.

## T-50 제원 및 계열 기체 비교
| 항목         | 항목                  | T-50 고등훈련기 APT(Advanced Pilot Trainer) | TA-50 전환훈련기 FLI(Flight-Lead-In) | FA-50 무장공격기 LA(Light Attack)    | M-346 이탈리아 APT                     |
| 기체운용특성 | 기체운용특성          | 낮은운용유지비 | 전술훈련/경공격능력 | 야간임무수행능력                     | 낮은운용유지비                         |
| ------------ | --------------------- | --- | --- | ------------------------------------ | -------------------------------------- |
| 제원         | 생산댓수              | 25대/25대/10대(블랙이글스) | 22대 | 60대(22+38,개발중)                   | 개발중                                 |
| 제원         | 승무원                | 2명 | 2명 | 2명                                  | 2명                                    |
| 제원         | 동체 길이             | 13.14 m (43.1 ft) | 13.14 m (43.1 ft) | 13.14 m (43.1 ft)                    | 11.49 m (37.7 ft)                      |
| 제원         | 높이                  | 4.94 m (16.2 ft) | 4.94 m (16.2 ft) | 4.94 m (16.2 ft)                     | 4.98 m (16.33 ft)                      |
| 제원         | 폭(날개 포함)         | 9.45 m (31.0 ft) | 9.45 m (31.0 ft) | 9.45 m (31.0 ft)                     | 9.72 m (31.9 ft)                       |
| 제원         | 주날개 후퇴각         | 35도 (초음속설계) | 35도 (초음속설계) | 35도 (초음속설계)                    | 30도 (아음속설계)                      |
| 제원         | 날개 면적             | 23.69 m² | 23.69 m² |                                      | 23.52m²                                |
| 제원         | 공허자중              | 6.454톤 | 6.454톤 |                                      | 4.61톤                                 |
| 제원         | 최소 이륙 중량(clean) | 8.9톤 (=내부연료 2.45 + 6.454) | 8.9톤 (=내부연료 2.45 + 6.454) |                                      | 6.7톤                                  |
| 제원         | 최대 이륙 중량        | 13.5톤 (=무장 4.53 + 8.9) | 13.5톤 (=무장 4.53 + 8.9) |                                      | 9.5톤                                  |
| 제원         | 내부연료              | 2.5톤 (2.679L) | 2.5톤 (2.679L) |                                      | 2톤                                    |
| 제원         | 엔진                  | 제너럴 일렉트릭 F404-GE-102 | 제너럴 일렉트릭 F404-GE-102 |                                      | F-124GA-200 *2 (쌍발)                  |
| 제원         | 추력                  | 8.04톤 | 8.04톤 |                                      | 5.7톤 (2.85*2)                         |
| 성능         | 최고 속도             | 마하 1.5+ | 마하 1.5+ |                                      | 590KTS (마하 0.9)                      |
| 성능         | 중력가속허용치        | -3 ~ +8.3G (선회중력 6.5G) | -3 ~ +8.3G (선회중력 6.5G) |                                      | -3~8G(15000ft에서 지속중력 5.8G)       |
| 성능         | 지속선회율            | 14.5도/s(15,000 ft E-M차트),F-16에 근접 | 14.5도/s(15,000 ft E-M차트),F-16에 근접 |                                      | 14도/s (15000 ft)                      |
| 성능         | 상승율                | 12070m/분 | 12070m/분 |                                      | 6100m/분                               |
| 성능         | 실용 상승 한도        | 14.8 km (48,500 ft) / 애프터버너 사용시 55,000 ft                                                                                                | 14.8 km (48,500 ft) / 애프터버너 사용시 55,000 ft                                                                                                |                                      | 13.715 km (45000 ft) / 에프터버너 없음 |
| 성능         | 실속속도              | 105KTS (195 km/h) - A-10A는 220 km/h | 105KTS (195 km/h) - A-10A는 220 km/h |                                      | 90KTS (167 km/h)                       |
| 성능         | 이륙/착륙 활주거리    | 345m / 707m | 345m / 707m |                                      | 320m / 470m (내부연료 20%)             |
| 성능         | 항속 거리             | 항속거리1,150 mi(1,852 km, 내부연료)/최대항속거리 1,611 mi(2,592 km, 외부연료탱크), 작전반경 444km(275mi, 센터연료탱크+ AIM-9(2)+ AGM65(2) 무장) | 항속거리1,150 mi(1,852 km, 내부연료)/최대항속거리 1,611 mi(2,592 km, 외부연료탱크), 작전반경 444km(275mi, 센터연료탱크+ AIM-9(2)+ AGM65(2) 무장) |                                      | 항속거리 1,323mi (내부연료,비무장)     |
| 무장         | 외부연료통            | 150 gal*3 | 150 gal*3 | 300 gal*3                            | 153 gal*3                              |
| 무장         | 기총                  | 비무장 | 20mm 내장형 기총(205발) | 좌동                                 | 외부포트장착형                         |
| 무장         | 로켓탄                | 비무장 | |                                      |                                        |
| 무장         | 공대공 미사일         | 비무장 | AIM-9 / ACMI 2발 | AIM-9L (단거리 미사일)               | 단거리 / 중거리                        |
| 무장         | 공대지 미사일         | 비무장 | AGM-65G 메버릭 4발 (A-10의 주무장) |                                      |                                        |
| 무장         | 폭탄                  | 비무장 | 레이저유도폭탄(GBU-12 페이브웨이2) 8발 | JDAM(2000 lbs) 3발                   | 1000lbs이하                            |
| 무장         | 레이다                | 비무장 | APG-67(v)4 > EL/M-2032로 변경 | 엘타 기계식 EL/M-2032                | 셀렉스 AESA 빅센-500E (경공격기형)     |
| 무장         | 무장포인트            | 비무장 | 7개소(350 lbs*2/1600 lbs*2/2700 lbs*3) | 7개소                                | 2개 (경공격기형은 9개)                 |
| 무장         | 최대외부탑재량        | 비무장 | 10,000 lbs (9750lbs까지 검증, 4.53톤) | 12,000 lbs (설계허용하중 20,000 lbs) | 2.8톤                                  |

본 성능표는 <디펜스타임즈> 2007년 11월 호, <월간항공> 2005년 10월호, 한국항공우주산업의 T-50 소개 페이지, 이탈리아 아에르마키사 홈페이지의 M-346 공식스펙의 내용을 참조한 것이다.
M-346이 더 우수한 부분은 진하게 표기했으며, M-346의 경공격기형은 실제 개발예정여부가 불확실하다. 또 M-346은 무장포인트 1곳당 1개의 무장만 장착 가능하다.(T-50은 1곳당 3개 가능)
- FA-50 & M-346 비교 영상

- FA-50 & YAK-130 비교 영상

TA-50의 기타무장: MK-82 500파운드 JDAM기준 9발, MK-83 1000파운드 JDAM기준 5발, LAU-68/131/3 로케트탄 8발, MK-20/CBU-58 확산탄 9발, AGM-65 A/B/D모델기준 8발, 기타 항공기사격표적 2발, 훈련용탄 2~3발
- TA-50의 최대무장조합(최대외부탑재량): 공대공미사일-폭탄-3폭탄-연료통-3폭탄-폭탄-공대공미사일
- T/TA/FA-50의 항속거리는 자료마다 편차가 심한편이다. 다만 비슷한 엔진출력과 비슷한 내부연료량을 가진 기체와 비교하면 그동안 알려진 것보다 상당히 긴 항속거리를 가지고 있는 것으로 추정된다. 가장 최근인 2009년 10월 서울에어쇼에서의 자료로는 1850km의 최대항속거리(Max Cruise Range)로 이는 1.853 km=1 nm 인 단위변환으로 볼때 약 1000nm으로 알려져 있다. 국방부/합참에서 운용하는 홈페이지에는 1000 nm(내부연료)/1400 nm(외부연료탱크) 로 항속거리가 나와있다.

T-50의 내부연료량과 무게 역시 2009년 10월 서울에어쇼에서 약간 다른 값으로 알려져 있는데, 내부연료량은 2,182kg이고, 무게는 6,636 kg 이고, 내부연료를 포함한 무게는 8.818 kg 이라고 한다. 또한 최대상승율은 39600 ft/min(12.1 km/min)이라고 하며, 설계하중은 -3/8 g , 최고속도 마하 1.5, 추력대 중량비 1, 최대이륙중량 27300 lb (12,383 kg), 공허중량 14,600 lb( 6,622 kg) 등으로 주요제원이 알려졌다.
T-50의 최고속도입증비행은 2009년 11월 18일과 23일 양일에 이뤄졌으며, 18일에는 마하 1.4에서 조종안정성기동인 DBLT WLSS Roll POPU 기동이 실시되었고, 23일에는 마하 1.5를 돌파하였다.
T-50의 선회율은 E-M차트상에서는 15000ft에서 추력과 항력이 상쇄되는 지점에서 14.5'를 기록하여 F-16과 유사하지만, T-50과 달리 FA-50은 추가장비의 탑재와 무장으로 인한 항력증가 등의 영향으로 선회율이 떨어질것으로 예상되고 있다. 또 F-16의 경우는 지속선회율이 7G 기준으로 측정된것으로, 6.5G가 한계인 T-50 보다 우수하다. 또 최대추력의 차이역시 실전에서의 지속선회율에 영향을 미친다. F-18은 F-16보다 무장상태에서의 선회율이 우수한 것으로 알려져 있으며, 미라지2000은 스펙상으로는 F-16보다 떨어지나 고고도에서 F-16보다 우수한 선회율을 가진다.
T-50은 마하 0.5이하에서는 M-346보다 기동성이 떨어지고, 마하 1.2 이상에서는 F-16보다 기동성이 떨어지는 것으로 알려져 있다. 그러나 대부분의 공중전은 T-50에 유리한 마하 0.5~1.2 사이의 영역에서 일어난다. T-50의 엔진은 초음속기동이 가능하도록 애프터버너를 장착한 엔진중에서 훈련기임을 감안해 가장 연료소모율이 낮은 엔진이 선택되어있으며, 전투기로 개량 개발시 엔진교체가 가능하다.
간혹 T-50과 M-346의 추력대 중량비가 크게 차이나지 않고 또한 밀리터리파워 대역에서 M-346이 더 우수하므로, M-346도 경전투기로 쓸수있지 않느냐는 의문을 제기하는 것을 볼수있는데, 고공고속에서의 가속력과 상승력은 에프터버너를 장착한 엔진을 탑재한 T-50이 M-346보다 월등하다. 그래서 T-50계열의 경우 경전투기로서 사용하기에 무리가 없는 수준이지만, M-346의 경우에는 엔진에 에프터버너가 없어 공격기의 용도에 한정한 기체로 제한되고 만다. 즉 에프터버너의 유무라는 결정적인 태생적인 차이로서 경전투기와 공격기의 경계가 확연히 갈라지는 것이다.

## 진행중인 해외 마케팅

### 칠레 공군의 훈련기 사업 (추진중)
칠레 정부는 2015년 전력화를 목표로 28대에서 최대 32대의 전투훈련기 도입사업을 추진하고 있다.
2011년 하반기에는 칠레 정부 관계자들이 우리나라를 방문해 T-50의 성능평가를 진행하고 우수한 평가를 내린 것으로 확인됐다.
칠레는 현재 대상기종에 대한 사전검토 단계이며 4월 중 칠레에서 개최되는 전시회(FIDAE)에 T-50 2대를 파견해 시범비행을 할 예정이다.
칠레에서 T-50과 경쟁을 벌일 기종은 이탈리아의 M-346과 영국의 호크기.
칠레 정부는 올해 초 공식 입찰제안(RFP)서를 발행하고, 이듬해인 2013년 최종 도입 기종을 확정할 계획이다.
방위사업청 관계자는 "칠레 정부가 T-50 도입에 관심을 가지고 있다"며 "T-50에 대한 평가도 긍정적인데다 KAI도 적극적으로 움직이고 있어 수출 기대감을 가지고 있다"고 밝혔다.

### 국제 군 비행훈련센터 프로젝트(필리핀 --> 포르투갈)
"2008년 초, 당시 공군 전투발전단장으로 근무하던 필자는 영문도 모르고 참모총장실의 부름을 받았다. 지시의 내용은 급증하는 비행장 소음 민원, 복잡해져 가는 국내 항로로 협소해지는 훈련공역 문제 등을 획기적으로 해결할 수 있도록 해외에서 비행훈련하는 방안을 강구하라는 것이었다. 이 지시가 지금은 정부의 국정과제에도 포함된 국제비행훈련학교 발상의 시작이다."(국방일보 2010.05.17, 필자: 이희우 (전)공군준장)
2009년, 공군본부 내에 마련된 '국제 군 비행훈련센터'(IMFACCㆍInternational Military Flight Training Center Consortium) 추진팀은 민관 공동 운영 방식 형식으로 IMFACC 조직, 운영시스템, 인력 등에 대한 구체적인 연구를 진행한 후에 해외에 공군 조종사 훈련센터를 만들어 한국군 조종사를 위주로 운영을 시작, 단계적으로 외국군 조종사 훈련을 확대하는 방식으로 세계 각국의 공군 조종사를 함께 양성하는 방안을 추진하고 있다고 밝혔다.
설립지로는 최초엔 필리핀이 검토되기도 하였으나 2012년 현재 최종적으로 IMFACC 사업과 관련해 포르투갈을 우선협상자로 선정해 막바지 협상 중이며 이르면 3월경내 양해각서(MOU)를 체결할 예정이다.
IMFACC는 훈련계약을 맺은 해외 비행훈련센터에 우리 조종 교관과 고등훈련기 T-50을 파견해 해당국 조종사를 교육하는 사업이다."(2012,2,11 중앙일보 보도)

### 아르헨티나 FA-50 경공격기 도입 검토
2016년 아르헨티나 공군은 노후한 전투기를 대체하기 위해 한국항공우주산업(KAI)가 개발한 경공격기 FA-50의 도입을 검토 중이며 이에 따라 아르헨티나 공군 대표단이 2016년 9월 7일 경북 예천의 제16 전투비행단을 방문, 고등훈련기인 T-50과 이를 경공격기로 개량한 FA-50에 대한 평가를 수행하였다.
아르헨티나 공군은 2015년 말 프랑스 다소 사의 미라지 기종(III와 5형)을 퇴역 시킨 데 이어 조만간 미 록히드 마틴 사의 A-4R '파이팅호크' 공격기 편대도 퇴역 계획이다. 현재 운용 중인 A-4R 공격기 수는 22대로 알려졌다. 이에 따라 아르헨티나 공군은 대체기 물색에 나서 가격과 성능 면에서 경쟁력을 갖춘 FA-50기를 도입 후보로 적극 검토 중이다. https://news.naver.com/main/read.nhn?mode=LSD&mid=shm&sid1=100&oid=001&aid=0008679275

### 말레이시아 공군의 훈련기 사업 (추진중)
FA-50 18대가 말레이시아 공군에 수출하기 위한 사업이 추진중이며, 1조 2천억원 규모이다.

### 슬로바키아 공군의 훈련기 사업 (추진중)
수출 협상이 진행 중이다.

### 이집트 공군의 훈련기 사업 (추진중)
수출 협상이 진행 중이다.

## 해외 마케팅 성공 총72대(64대 수출 + 8대 추가 주문 계약)

### 인도네시아 공군 훈련기 사업 (T-50i16대 수출 실전배치 완료, + 6대 추가 주문 계약)
인도네시아는 본래 2010년 중반까지도 러시아의 야크-130이 협상 우위에 있었으나, 러시아 공군기지에서 훈련비행으로 이륙중이던 야크-130기 엔진의 FADEC계통의 이상으로 엔진 정지후 추락, 기체는 파괴되고 조종사는 경상을 입은 사건이 있은 후 인도네시아 공군의 의견전환이 인도네시아의 T-50 구매에 도움을 주었다.
그 밖에 2011년 4월, KAI 임직원들이 인도네시아 공군기지를 방문하였을 때 기존 인도네시아에 KAI가 공급한 KT-1 터보프롭 훈련기의 가동률이 매우 낮다는 소식에, KAI에서 무상으로 부품(캐노피 2대분 포함)과 엔지니어를 보내 전기체 모두 비행 가능하도록 AS를 제공하였다고 한다. 이에 따라 인도네시아 공군에서 한국 비행기는 AS가 탁월하다는 호평이 대단하여 선정에 영향을 미쳤다고 한다.
첫 수출 진입에 성공이 이루어진 것은 한국의 T-50이 인도네시아 공군 훈련기 교체 사업의 우선 협상 대상자로 선정 된 지 40여일만인 2011년 5월 25일 유래 없는 빠른 속도로(보통 1-2년은 걸리는 것으로 알려져 있음) 양국이 수출계약서에 서명하여 성사되었고, 계약금액은 4억달러, 총 16대 규모이며 2013년까지 납품하게 되며 수리 부속 일부와 기술 교범도 전수하게 되며, 2년간 운용에 필요한 군수를 함께 지원하게 된다.
차후 인도네시아 공군은 해당 기종을 조종사 훈련 및 밀림지대의 반군에 대한 공격기로서도 활용할 것으로 예상되며, 같은 계열의 항공기인 FA-50 공격기 등의 추가 발주도 예상된다.
2011년 5월 25일- (서울=연합뉴스) 추승호 기자 = 한국항공우주산업(KAI)이 인도네시아 국방부와 T-50 고등훈련기 수출 계약을 체결한 것으로 알려졌다. 조건으로는 CN-235 4대의 대응구매, 2년간 유지보수 부품의 공급, 2013년까지 16대 납품 완료조건으로 대당 2000만달러의 염가에 공급되고,총계약규모는 4억달러 수준이다. 항공기의 최초 수출시 첫구매국에게는, 항상 이렇게 큰 할인 혜택을 주는 것이 관례화되어있다. 또한 협상성공의 이면에는 기존 인도네시아에 판매된 KT-1훈련기의 무상 A/S조치로 각종 부품과 캐노피2개를 제공하여 인도네시아 공군관계자들의 마음을 움직이는데 큰 역할을 했다.
기체 16대를 1년6개월만에 납품(일반적으로 2년이상 납기)해야 하는 계획에 대해, KAI는 밤을 세워서라도 납품을 다하겠다고 답했다.
인도네시아 수출기종은 T-50 12대, TA-50 4대이고 TA-50에는 EL/M-2032레이다가 장착된다.

인도네시아에 수출 기체 16대중 8대는 인도네시아 공군특수비행팀의 기체로 사용한다.
또한 RWR이 장비 되어 있어, 기체는 FA-50과 동일형이 제공되어, 한국 공군의 FA-50에서 몇가지의 옵션을 바꾼 사양이다.
2013년 9월 10일 T-50i 1,2호기 2대가 5600Km를 직접 비행(Ferry Flight) 방식으로 인도하는 것을 시작으로, 2014년 1월까지 총 8차례에 걸친 직접 비행으로 16대 전량을 인도네시아에 수출 완료함으로써, 우리나라는 세계 6번째 초음속 항공기 수출국에 진입했다.
- https://www.youtube.com/watch?v=H-8D_ctrb2A T 50i 인도네시아까지 페리비행 수출 영상 ferry flight Indonesia]

인도네시아 공군형 T-50i의 특이점으로는, 기존에 기수부에 레이다 대신 장착했던 약 200여킬로그램의 무게 추를 제거하고, 기존 기체 구성품의 위치를 변경하여 정상 비행토록 하였다는 점으로, 차후 한국공군에 배치된 타 T-50계열도 창정비시에 해당 사항으로 개량이 가능할 것으로 생각된다.
또한 가격 문제 때문인지 기관포가 제거되고, 링크16 데이터 링크가 장착되어있으며, 레이다 경보장비 안테나가 수직미익 및 주날개 양쪽에 장비되어 있다.
2015년 12월 20일 인도네시아에 수출된 T-50i 고등훈련기 한 대가 20일 욕야카르타에서 열린 에어쇼중 이 공항 인근 주택가에 추락해서 조종사 2명이 숨졌이며 사고 당시 영상으로 보아 드위 바다르만또 인도네시아 공군 대변인은 숙련된 조종사들이 탑승했지만 조종사 실수일 가능성도 있다고 하였으나 이후 2016년 4월, 인도네시아 국방부장관이 직접 사고 원인 발표시에는 정비 실수였다고 밝혔다.
2021년 7월 20일 한국항공우주산업(KAI)은 인도네시아 국방부(공군)와 전술입문훈련기 T-50i 추가 도입·수출 공급계약을 맺었으며 계약내용은 인도네시아에 T-50i 전술입문훈련기 6대와 항공기 운영을 위한 후속 지원패키지 수출로서 계약 규모는 2천744억8천800만원, 계약 기간은 2021년 12월 16일부터 2024년 10월 30일까지다. 국가간의 계약임에도 잠수함 및 KF-21 개발비 지불내용을 제대로 이행을 하지 않는 인도네시아의 전례를 감안한 이번 계약특이사항으로 계약 시작일은 KAI가 인도네시아 정부로부터 선수금을 입금받는 예상 일자이고 계약 종료일은 계약 시작 후 34개월임을 명기한 점이다.

### 이라크 공군의 훈련기 사업 (T-50IQ총 24기 수출)
이라크 공군 F-16 전투기도입 이전에 조종사육성을 위한 고등훈련기 24대를 전력화 하려는 사업으로, 2011년 7월에 이라크 공군 사령관이 방한하여, T-50을 운용 중인 광주 전투비행단에서 비행성능테스트를 참관하고 경남 사천의 한국항공우주산업(KAI) 본사와 공장에 들러 생산과정등을 둘러보았다.
여러번의 뒤집기 끝에 드디어 2013-12-12일 이라크에 T-50IQ( FA-50의 이라크수출형 이름 ) 24대의 수출과
향후 25년간의 운용유지를 위한 통합적 군수지원 계약이 성사되었다.
KAI와 이라크 정부간 계약 규모는 11억 달러며 이외에도 25년간 후속 군수 지원을 위한 계약까지 모두 합치면 20억 달러 가량이다. 2015년 12월까지 생산이 완료된 1차분 5기의 T-50IQ는 2016년 6월 국내에서 이라크 인수 팀인 공군 관계자와 파일럿 및 정비 인력에 대한 교육을 진행 하였고 이라크 실전에 투입은 2016년 하반기 부터이며, 2017년까지 T-50IQ 24기 모두 인도 완료했다.

### 필리핀공군의 훈련기겸 공격기 사업(FA-50PH총 12대 수출완료)
JANES(7/13/2012)
"Korean Aerospace Industries (KAI) officials are confident of winning the Philippine Air Force's (PAF's) competition for a light-attack trainer but are playing down expectations of a quick decision."
필리핀정부는 차세대 고등훈련기 사업에서, 전투능력도 상당히 중요시 하고 있으며, 기본적으로 초음속기능, 중거리공대공 미사일 기능을 요구하고 있으며 FA-50이 가장 비슷한 후보라고 언급하고 있다.
"피터 갈베스 필리핀 국방부 대변인은 FA-50가 전투기 구입에 할당된 국가 예산과 필리핀 측 필요 요건에 부합해 이를 구입키로 결정했다고 밝혔다.
갈베스 대변인은 이제 구매 협상을 시작하는 단계이며, 가능한 이른 시일 내에 총 도입물량 12대중 2대를 우선 들여와 공군 훈련에 투입할 것이라고 덧붙였다."
- 필리핀 아키노 대통령 전용기를 호위하는 FA-50PH

위에 인용한 기사 원본내용에 따르면 재해지역이나 관심지역을 관측 촬영할 수 있는 광학장비도 탑재되는 것으로 생각되며, 이것은 국내에서 이스라엘 기술을 기반으로 KF-16에 탑재하려고 개발 중인 정찰 포드를 FA-50에 인티그레이션하여 필리핀에 제공될 것으로 보인다.
2014년 3월 28일 본계약서에 싸인완료 되었다. 필리핀 국방부와 한국정부간 계약(GtoG) 방식으로 체결 규모는 FA-50 12대로 4억2000만 달러(약 4855억원)이다.
"Department of National Defense (DND) Assistant Secretary Patrick Velez said that plans are in place to upgrade the FA-50s the Philippines are buying to have Beyond Visual Range (BVR) capability thru the use of missiles like the AIM-7 Sparrow. But due to the expensive cost of the upgrade, costing between P 800 million to P 1 billion (USD 17.8 to 22.2 million) per aircraft, only 3-4 aircraft will be upgraded."
필리핀 공군용 T-50PH 기종은 BVR능력을 구비하게 되지만, 비싼 업그레이드 비용(USD 17.8 to 22.2 million) 때문에 일부 기체만 BVR능력을 가지게 될 것이라고 한다.
FA-50PH는 대한민국 공군에서 운용중인 FA-50 기반의 필리핀 요구에 맞춘 수출기로 2015년 6월 초도비행에 성공했으며, 2015년 11월 27일 필리핀 공군용 T-50PH 수출 기종 2대를 시작으로 인도네시아 공군용 T-50i 수출 방식과 같은 경남 사천에서 필리핀 클락 공군기지까지 총 2,482Km를 페리비행(직접비행)을 통해 2017년 5월말까지 12대를 모두 인도 완료하였다.
- 영상뉴스 FA-50PH, 필리핀으로 날다
- Two FA-50 "Fighting Eagles" from South Korea have arrived in the Philippines

### 태국T-50TH- 14대 수출 성사(12대 수출 + 2대 추가주문)
- 2015년 9월 17일 한국항공우주산업(KAI)은 태국 정부와 T-50TH 4대의 수출 계약을 체결했다. 계약금액은 약 1억1천만달러(1000억여원)이며, 계약 후 30개월 내 4대를 납품하는 조건이다. 태국공군은 적은예산(획득비용) 임에도 높은 기술의 제안서를 2015년 3월과 6월 각각 두번이나 제출토록 하였고 이를 맞추기 위해 수출, 개발, 훈련체계, ILS체계, 생산, 구매, 경영 등 모든 분야에 치밀한 수주전 끝에 한국보다 먼저 마케팅을 시작한 이태리 M-346을 물리치고 어렵게 성사되었다. 태국 공군은 조종사 훈련을 위한 가상훈련 시스템을 중요한 요구도로 평가하여 T-50TH에는 개발 중인 최신 가상훈련 시스템과 관련된 부수기능이 장착되게 된다. 따라서 T-50TH는 한층 업그레이드 된 훈련과 더불어 타 경쟁기종과는 차별화된 무장운용으로 태국 항공방위 능력을 강화 할 수 있게 된다.

- 2017년 7월 29일 서울 서초구 JW메리어트호텔에서 태국 정부와 2억6000만 달러(약 2900억 원) 규모의 T-50 태국 수출형 모델 T-50TH 8대 추가 수출 계약을 하였고 납품은 2019년 2대를 시작으로 2020년 5월까지 항공기와 함께 지상지원장비와 수리부속 등 포함 완료하였다.

- 2021년 7월30일 한국항공우주산업(KAI)은 전술입문훈련기 T-50TH 2대를 태국 공군에 추가 수출키로 부산 롯데호텔에서 태국 측과 수출 계약을 체결했다. 계약액은 약 900억원 규모로, 2023년 11월까지 항공기 2대와 교육훈련, 수리 부속, 지원장비를 납품하게 된다.

## 탈락된 해외 마케팅

### UAE (탈락-> 국제 군 비행훈련센터(DEFS)개소 협의중)
최초의 F-16블록60 운용 국가이기도 한 UAE는 아랍의 몇몇 부족의 연합국가로 국가수장과 군최고사령관직은 두바이가 아닌 아부다비측에서 맡고 있다. 때문에 두바이 에어쇼에서는 항공기 구매계약이 체결되지 않는다.
UAE는 중동국가에서도 상위에 드는 부국으로 불법적인 뒷돈을 사용하는 로비가 통하지 않는 것으로 알려져 있어, 록히드측에서 한국측에 이점을 각별히 설명한 바 있다. 록히드 역시 과거 2차례의 불법로비가 드러나 또 한번 로비사건에 휘말리면 3진아웃으로 해외수출이 금지되는 미국 내 법규로 인해 불법로비는 절대 하지 않는 자체규정을 가지고 있다. 28+20대의 T-50(고등훈련기)+TA-50(경공격기) 로 총 48대의 수출을 기대했었다.
M-346은 개발이 T-50보다 먼저 시작되었지만, 고등훈련형기체의 초도비행은 T-50보다 2년 늦은 2004년 7월 15일에 실시되었고, 이후 2010년까지 경공격기형은 목업만 제시되고 있는 상태로 진척이 없는 상황이다. 아직 경공격기형의 개발이 시작도 하지 않은 상태인지라 납기문제로 사업자로 아직 최종선정되진 않은 상태이다. 또한 F-16블록60의 첫구매국이었던데서 얻은 경험탓에 M-346의 첫 구매국이 되길 원치 않아 이탈리아 정부에서 M-346을 첫 구매하길 요구한바 있다.
M-346은 UAE가 첫 운용국이 되길 기피한 탓에, 먼저 이탈리아 공군이 15대를 발주하였으며, 그중 먼저 6대의 초도기와 지상시뮬레이터를 2억 유로에 계약되었다.
UAE의 실권자는 현 국왕의 왕세자인 아부다비의 무함마드 빈 자이드 알나하얀 왕세자이다. 알나하얀 왕세자는 T-50 에 각별한 애정과 관심을 수차례 표방한 바 있으나, 한국에서 정권교체과정에 UAE의 요구에 대한 대처가 소홀해진 탓에 우선협상대상자 선정에서 탈락되었다.
2010년 1월 아라비안 걸프 디펜스를 소스로 한 27일자 로이터통신 보도로는 UAE가 아에르마키사와 협상조건에 오해가 있었던 것으로 밝혀졌고, M-346와의 협상이후 한국의 T-50과 협상을 재개한 것으로 알려지고 있다.
UAE와 이탈리아의 협상은 지지부진하여 Stall로 규정된 상황에 다달았으며, 최종협상이 마무리가 되질 않고 있다. 이에 따라 KAI는 UAE사무실을 철수하지 않고 있으며, 계속 후방에서 기회를 주시하고 있는 상황이다. 또한 이탈리아의 UAE경제 협력 프로젝트들이 거의 난항이거나 지켜질 수 없는 약속들을 한 것으로 속속 드러나고 있다.
UAE와 이탈리아간의 협상이 무산되어, 이탈리아의 우선협상대상자 자격이 박탈되었다.

### 싱가포르(탈락)
말라카 해협의 중요성과 말레이시아의 위협 중국군의 성장 등으로 인해, 질을 중요시 하는 군사력 증강정책을 사용하고 있다. 때문에 싱가포르는 절충교역비율이나 경제성보다는 기체 자체의 성능을 우선하는 것으로 알려져 있다.
싱가포르는 공중급유훈련을 위한 급유구와, 지상에서의 전술훈련이 가능한 훈련장비 등을 T-50에 내장할 것을 요구하였으며, 경공격기형은 원치 않는 것으로 알려졌다.
싱가폴에어쇼 도중에 T-50이 과도한 어필을 위해 관광객들의 머리위 비행금지위험구역까지 침범한 문제로 약간의 문제가 있었다.
2010년 7월 8일 UPI통신은 T-50기가 탈락, 최종협상자로 이탈리아의 M-346기가 선정되었다고 보도하였다.
싱가폴의 고등훈련기사업의 선정에 불이익을 받을 우려 때문에, T-50과 관련한 여러 대한민국 내 언론보도가 자제되기도 했다.

### 이스라엘 공군의 훈련기 사업(탈락)
이스라엘의 구형 A-4 공격기와 훈련기체를 대체하기 위한 신형 훈련기 도입사업이다.
2011년 7월에 이스라엘 작전 사령관이 방한하여, T-50을 운용 중인 광주 전투비행단에서 비행성능테스트를 참관하고 경남 사천의 한국항공우주산업(KAI) 본사와 공장에 들러 생산과정등을 둘러보기도 하였다.
UAE 에어쇼 직후 귀환중이던 M-346의 추락사고에도 불구하고, 이후 2012년 2월 이스라엘 예루살렘 포스트는, 이스라엘 정부는 이탈리아 M-346훈련기를 구매하기로 결정했다고 보도했다. 이 선정발표는 싱가폴에어쇼 기간중에 이뤄졌다.
이스라엘의 고등훈련기 도입 예상대수는 35~40대였다.
이스라엘의 M-346선정후, 이스라엘측에서 T-50대신 M-346을 선택한 이유에 대한 자세한 기사가 나오기도 했으며, 이에 불구하고 이스라엘은 보잉과 협력해 한국에 아이언돔 미사일시스템을 비롯해 각종 무기체계를 수출하려 하고 있다. 이스라엘은 이탈리아M-346측의 자금조달계획에 약간의 불안감을 가지고 있는 것으로 알려지고 있다. 이스라엘의 사업은 미국의 군사원조자금이 투입되기 때문에, 자금지원전에 미국측 조사관이 M-346에 어떤 미국제 부품이 사용되는지 조사하기 위해 협력하게 된다.

### 폴란드 공군의 훈련기 사업( 탈락 )
공중급유가 가능한 초음속기 16대를 구매하는 사업으로, 무장요구 AIM-9X, AGM-65G2, MK81-83, Paveway III, JDAM, 항전장비요구 LINK-16, 타겟팅포드를 요구 하였다.
폴란드가 요구하는 조건을 맞추기 위해선 FA-50을 업그레이드해 참여해야 할 정도이며, 이는 전 세계 훈련기 시장의 하이엔드화가 급격히 이루어지는 추세로 볼 수 있으며, 폴란드의 고등훈련기 도입 예상대수는 16대이다.
2011년 11월 폴란드는 고등훈련기 도입을 포기(취소)하였고, 추후에 요구조건을 낮추어서 다시 시작한다고 한다.
"군 관계자는 3일 "폴란드가 최근 공군 훈련기 도입 사업을 전면 취소했다"며 "사업을 재개하더라도 훈련기의 작전요구성능(ROC)에서 초음속 부분을 완전히 제외할 가능성이 매우 높다"고 밝혔다. 이와 관련, 마친 이드지크 폴란드 국방차관은 "운전을 배우기 위해 페라리(스포츠카)가 필요한 건 아니다"고 말한 것으로 전해졌다. 초음속을 강점으로 내세운 T-50을 겨냥한 발언이다."
폴란드는 2013년12월 중순 차세대 훈련기로서 M-346을 최종 선정하였다. 계약은 2014년 초에 있을예정

### 보츠와나 공군 훈련기사업 (탈락)
2014년 보츠와나 공군은 구형 F-5기 10대를 대체할 기체를 찾고있으며, 이탈리아(M-346)를 완전 배제하고 KAI와 단독으로 FA-50 8대 도입 의지를 표명 하기도 하였으나, 2016년 5월 최종선정은 FA-50 아닌 스웨덴 사브사의 JAS-39C/D 그리펜을 선택, 총 16대를 2~3년내에 납품 조건으로, 구매 금액은 보츠와나 정부의 1년 국가 예산 규모인 총 160억~180억 보츠와나 폴라, 즉 미화로 14.5억~16.3억 달러로 계약을 체결하였다.
참고로 2016년 IMF에서 발표한 보츠와나의 GDP는 127억$ 로 아프리카에선 경제대국이지만, 그 경제의 근간은 다이아몬드 산출에 크게 의존하고 있다. 한편 스웨덴에서는 8대 규모만 계약 했다고 하기도 한다.
http://defence-blog.com/news/botswana-to-buy-16-saab-jas-39cd-gripen-multirole-fighters.html 그리펜 선정 보도 원문자료

### 미국 공군의T-X 프로그램사업 (탈락)
- 미국 해군의 경우 T-45 고스호크라는 영국 호크기를 보잉이 라이센싱한 기종을 들여와 사용하고 있기에 별 문제가 없으나, 미국 공군이 주력 훈련기로 사용하고 있는 T-38 텔론은 이미 수명 연장을 3번째 하고 있는 설계 수명을 한참 넘긴 훈련기이다.[113] 이로 인해 새로운 훈련기가 필요한 미 공군은 2011년 제안요구서를 시작으로, 2014년까지 기종선정을 마무리짓고 2017년부터 도입을 시작해 2020년에는 본격적인 훈련이 시작되길 바라고 있다. 2025년에 T-38이 퇴역상태에 도달한다 예측되었기 때문이다. 하지만 미공군 교육사령관의 발언에 따르면, 현재 운용되는 T-38의 장기운용에 별다른 문제가 없다고 한다. 때문에 국방비문제가 심각한 미국재정상황을 볼때, T-X사업이 장기간 지연될 가능성이 큰편이다.
- 미국 공군 등이 운용 중인 노후화된 고등훈련기 교체 사업인 T-X 프로그램에 납품 되는 기체 수량은 미 공군 고등훈련기 350대와 가상 적기, 미 해군 등의 추가 수요 기체까지 더할 경우 그 규모는 약 1,000대이며, 이는 한화 기준으로 자그마치 30조원이 넘는 항공기 및 부품 납품 사업으로 우리 한국항공우주산업(이하, KAI)과 미국 록히드마틴이 공동 제작하는 고등훈련기 T-50A의 수출이 성사된다면 경제 효과가 매우 큰 초대형 국책사업이기도 하다. T-45의 미국 내 파트너인 보잉과 현재 F-35와 F-22를 생산하는 록히드 마틴 중 하나가 T-X사업을 획득하고, 해외업체는 이들 업체에 협력하는 방식으로 추진된다. 미국 내 T-X 프로그램사업을 획득할만한 항공기생산이 가능한 업체는 대략 5개 업체 정도이나 보잉과 록히드 중에 결정될 것으로 알려져 있다.
- 보잉의 경우 라이센싱한 T-45 고스호크와 싱가포르 및 UAE에 수출한 이탈리아의 M-346 중 우수한 수출실적을 보이는 M-346을 밀고 있으나, M-346은 원형기가 러시아 기체라는 이유로 배제될 가능성이 있고, 호크기는 미 해군에서의 운용실적이 호평받고 있기 때문에 미국 내에서 보잉이 공군 사업에 참여시킬 기종이 동맹인 영국의 호크기가 될지 이탈리아 M-346이 될지는 두고봐야 하며, 보잉이 완전히 백지상태에서 신규설계한 훈련기를 미 공군에 제안할 가능성도 있다. M-346은 미국 센추리 시리즈의 추억을 되살리기 위해 T-100으로 개명해 참가할 것으로 알려져 있다. 성능은 M-346과 호크기 두 기체 모두 미국 공군이 요구하는 사항에 도달하지 못하므로 T-X 프로그램사업에 참여하려면 추가개량이 필요한 상황이다. 한편, BAe나 아에르마키사가 보잉 이외의 다른 미국 내 자회사나 파트너로 참여할 가능성도 있는 것으로 알려졌다.
- 록히드 마틴의 경우는 F-16을 설계한 경험으로 한국의 T-50 설계에 도움을 준 것으로 알려져 있다. 또한 90년대부터 가장 적극적이었던 제너럴 다이네믹을 합병한 회사이기 때문에 T-X사업에 약간 유리하다고 볼 수 있다. T-50은 미 공군의 차세대 전투기인 F-35/22를 위한 훈련기로서의 기준에 추가개량 없이도 유일하게 성능을 만족시킬 수 있는 항공기라는 장점과 T-50의 대부분의 부품이 미국산이라 미 항공 산업계의 요구에 부합하는 기종이라는 장점이 있으나, 록히드 마틴이 미 공군의 F-22,F-35 사업을 독점하다시피 하고 있기 때문에, 미 공군의 차세대 훈련기까지 록히드 마틴이 선정될 경우 완전독점의 피해에 대한 미 정부와 의회의 독점에 대한 반발로 인해 타사의 제시기종이 비슷한 평가점수를 받을 경우 타사의 기종을 선정할 수도 있다는 단점이 있다. T-X사업에 록히드 마틴은 T-50이 아닌 FA-50을 기본베이스라인으로 해 KAI와 공동개발해서 뛰어들 것으로 알려져 있다. Link-16과 공중급유기능은 기본으로 장착하는 것으로 알려져 있으며, 만일 수주할 경우 미국의 T-X는 한국 공군에서 사용할 경공격기 FA-50보다도 훨씬 강력한 기종이 될 전망이다.
- 미국의 T-X사업은 고등훈련기 도입후 해군 및 경공격기를 포함 1000대에 가까운 추가 발주가 이루어질 수 있기 때문에[114] 대단히 크며, 또한 미 동맹국에 대한 영향력 파급효과가 크기 때문에 다른 해외시장에서의 훈련기 선정도 크게 좌우할 것으로 알려지고 있다. 애초부터 미국에 대한 수출을 염두에 두고 T-50을 개발한 한국으로서는 놓칠 수 없는 시장이기도 하다.
- T-50의 미국 내 판권은 KAI가 아닌 록히드 마틴이 가지고 있기 때문에 록히드 마틴이 미 정부와의 계약의 주 계약업체가 되며, 미국에 배치되는 기종들은 미국에서 생산될 것을 전제로 하고있기 때문에 (미국의 자국산업 지원정책) T-50이 선정된다 하더라도, KAI가 주 하청업체로 다수의 큰 어셈블리와 부품을 공급할 수는 있겠지만, 최종 조립공장은 미국에 위치한 록히드 마틴사의 공장 또는 KAI와 록히드 마틴의 합작공장에서 조립하게 될 것이다. 하지만 개발비를 대부분 부담한 한국 정부가 지적 소유권을 가지고 있기 때문에 라이센스 비용을 받을 수 있다.
- 미 공군의 요구조건은 아래와 같다.

basic aircraft control, airmanship, formation, instrument and navigation, advanced air-to-air, advanced air-to-ground, and advanced crew/cockpit resource management. sustained high-g operations, air-refuelling, night vision imaging systems operations, air-to-air intercepts,datalink operations
기초적인 항공기제어, 비행술, 진형, 계기 및항행, 진보한 공대공, 진보한 공대지, 진보된 승무원 조종석(콕핏)구성요소 관리. 일관된 고 중력 작전, 공중급유,
야간시야체계, 공대공 차단, 데이터링크 작전
번역수정을 바란다.

- 미국의 T-X에 제안할 기종은 최대추력 22000 lbs F-414-ge-400 엔진을 장착한 기종을 제안한다고하며, T-X의 새로운 엔진 옵션으로 롤스로이스의 EJ-200 20000lbs급 엔진도 제공한다고 롤스로이스사에서 밝혔다.[116] 이 개발로 인하여, 추후 한국 공군에 배치되는 FA-50등의 경우나, 수출형 T-50등의 경우에도 F-414-ge-400급으로 급선회할 가능성도 있다. 또한 T-X로 선정될 때, 유럽에도 EJ-200엔진을 장착하고 배치될 가능성이 커졌으며 전 세계 제트훈련기 시장을 장악할 수 있을것으로 기대된다. T-X에 제시될 T-50의 엔진으로는 F-414가 거론되고 있는데, 이유는 추력부족이 아니라 미공군에서 이미 F/A-18슈퍼호넷용으로 사용하고있는 것과 같은 F-414엔진을 사용함으로써 미래에 유지보수 비용을 줄이기 위해서이다.[117] 2014년 7월 17일 미공군의 T-X사업 실사팀이 한국의 제16전투비행단에 방문하여 TA-50에 탑승하고 평가하였다.[118]

미 공군이 발행한 T-X KPPs 는
- 단발 또는 쌍발기, 그리고 F-22와 F-35같은 사이드 스틱 또는 센터 스틱 모두 혀용되며 엔진성능 또한 초음속 또는 아음속 훈련기 모두를 검토중이다.
- 조종석 디스플레이는 5세대 전투기를 비슷하게 모방해야 한다.
- T-X 기종은 연료 50%의 중량에서 8G 기동이 가능해야 하고 15초 동안 6.5G를 지속적으로 견딜 수 있어야 한다.

- KAI가 제작한 초음속 고등훈련기 T-50을 기반으로 록히드마틴이 참여하여 공동개발한 T-50A의 초도비행이 국가 항공산업단지가 위치한 경남 사천 KAI에서 한국 테스트 파일럿 이동규 수석과 미국 록히드마틴 테스트 파일럿 마크 워드(Mark Ward)가 탑승하여 2016년 6월2일 50분간 성공적으로 실시되었다. KAI와 록히드마틴이 초도비행을 실시한 미 수출용 훈련기 T-50A는 우리 공군 고등훈련기 T-50의 개량형으로 양사는 T-50에 미 공군이 요구한 스텔스전투기 F-35 탑재 대화면 시현기(LAD), 가상훈련(ET), 공중급유장치 등 7가지 기능을 추가했다. T-X 경쟁기종 중 초도 비행을 실시한 것은 T-50A가 처음이다.[119]

- 미국수출형 T-50A 초도비행 영상
- T-50A 조종사 '마크 워드'의 시험비행 인터뷰 T- 50A Upgraded Aircraft for T-X

### 사고기록
- 2013년 8월 28일, 훈련중이던 T-50 1대가 추락하여 공군 제1전투비행단 조종사 2명이 순직하였다.[120]
- 2015년 12월 20일 인도네시아에 수출된 T-50i 고등훈련기 한 대가 20일 욕야카르타에서 열린 에어쇼중 이 공항 인근 주택가에 추락해서 조종사 2명이 숨졌으며 이후 2016년 4월에 인도네시아 국방부장관이 발표한 사고 원인은 정비 실수임을 밝혔다.[121]
- 2016년 5월 31일, 광주 광산구 공군 제1전투비행단 활주로에서 학생 조종사가 몰던 T-50 훈련기가 착륙 도중 기체가 파손되었다.[122]

## 같이 보기
- 록히드 마틴
- 한국항공우주산업(KAI)
- T-50A
- T-7A
- 이탈리아 M-346
- 러시아 야코블레프 Yak-130
- T-X 프로그램
- FA-50
- KF-X

## 참고 자료
- <밀리터리리뷰> 2005년 10월 호
- <디펜스타임즈> 2007년 10월 호
- <디펜스타임즈> 2007년 11월 호
- <디펜스타임즈> 2008년 5월 호 T/FA-50 특집기사
- 월간항공 2005년 10월호 T-50과 M-346비교기사
- 2005.1~2008.1 KAI홈페이지의 웹진(사보)
- 「한국 고등훈련기 T-50, 왜 수출 늦어지나」, 《신동아》, 2008.3.